# ティムール
ティムール（ペルシア語: تيمور Tīmūr/Taymūr, 1336年4月8日 - 1405年2月18日）は、チャガタイ・ハン国の軍事指導者で、ティムール朝の建国者（在位：1370年4月10日 - 1405年2月18日）。
中世アジアを代表する軍事的天才と評価され、中央アジアから西アジアにかけてかつてのモンゴル帝国の半分に匹敵する帝国を建設した。しばしば征服した都市で大規模な破壊と虐殺を行う一方、首都のサマルカンドと故郷のキシュ（現在のシャフリサブス歴史地区）で建設事業を行う二面性を持ち合わせていた。

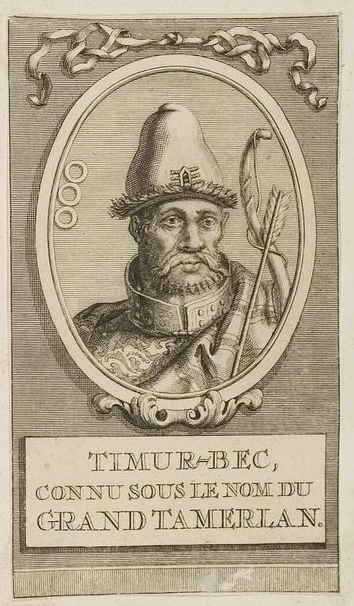
西欧で描かれたティムール

## 名前と称号

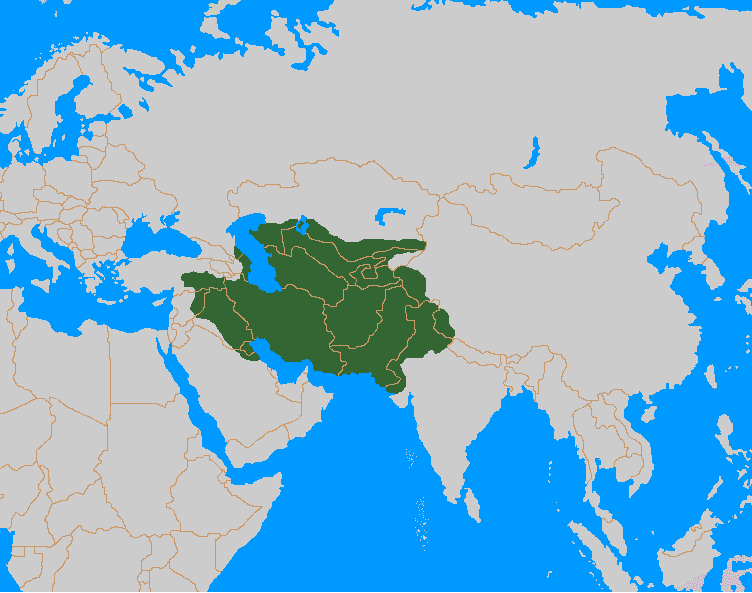
ティムール朝の支配領域

「ティムール」という表記はアラビア文字の綴りに由来し、ペルシア語による綴りに基づいて「ティームール」とも表記される。ペルシア語では「跛者のティムール」を意味する「タメルラング」「ティムーリ・ラング」「ティムール・イ・ラング」（Tīmūr-i Lang）とも呼ばれ、ペルシア語名のTīmūr-i Langが英語に転訛したタメルラン（Tamerlane）の名前でも知られている。「跛者のティムール（Tīmūr-i Lang）」の渾名はヨーロッパ世界でも普及し、タメルランのほかにタマレイン（Tamerlane）、タンバレイン（Tamburlaine）といった名前で呼ばれている。また、この名は中世モンゴル語では Temür、現代ウズベク語では Temur であり、「テムル」とも表記される。『明史』などの漢語史料では「帖木児」と表記される。
語義は「鉄」を意味し、この名を持つテュルク系、モンゴル系の人物は少なくなかった。ティムール自身、一時はトゥグルク・ティムールの許におり、また、その覇道の最中で他の「ティムール」という名を持つ男達と何度か敵対している（ティムール・メリク、ティムール・タシュなど）。
ティムールはチンギス・ハーンの子孫ではなかったために生涯「ハン」の称号を名乗らず、「キュレゲン（グルガン、ハンの婿）」「アミール（長、司令官）」の称号を名乗った。ティムールが鋳造した貨幣にはチャガタイ家のハンの名前と共にキュレゲンの称号が刻まれ、モスクの金曜礼拝でもハンの名前とキュレゲンの称号がフトバに入れて唱えられた。彼が没してからおよそ20年後、ティムール朝で編纂された史書『ザファル・ナーマ』で彼が生前名乗らなかった「ハーガーン（ハン）」「スルターン」の称号が追贈された。
史家が著した年代記では、ティムールは「サーヒブ・キラーン（サーヒブ・ギラーン、Sahib Qiran、「幸運な二つの星が交わるとき生まれた支配者」、「吉兆の合（吉兆の星である金星と木星が太陽と重なる天文現象）の支配者」、「星座の支配者」）」の雅号で呼ばれている。その歴史家のうち、ヤズディーはティムールとともにアレクサンドロス3世を、ニザーム・アッディーン・シャーミーはチンギス・ハーンとティムールの孫ウマルを「サーヒブ・キラーン」として称している。

## 生涯

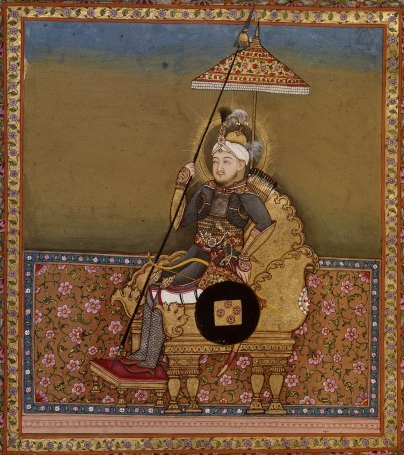
ティムール

### 若年期
ヒジュラ暦736年シャアバーン月25日火曜日の夜（1336年4月8日/4月9日）にサマルカンド南部のキシュ近郊のホージャ・イルガル村でバルラス部の貴族アミール・タラガイの家に生まれる。後世の史書ではタラガイ、ティムール父子はチンギス・カンからチャガタイに王傅として与えられたバルラス部の千人隊長カラチャル・ノヤンの子孫であるとされるが、カラチャルからタラガイに至る人物は同時代史料に記述のない者ばかりであり、史実かどうか疑わしいと考えられている。バルラス部はマー・ワラー・アンナフルを支配するモンゴル人の国家西チャガタイ・ハン国に属し、モグーリスタン（東トルキスタン）を支配する東チャガタイ・ハン国（モグーリスタン・ハン国）と対立していた。
幼少期と青年期のティムールの動向について記した信憑性の高い記録は極めて少ない。バルラス部の傍流の出身である父タラガイの家は裕福とは言い難く、ティムールに従う従者はわずかに4、5人、あるいは10人ほどだった。若年期のティムールは乗馬と弓術を学び、ペルシア語とテュルク語に加えてモンゴル語を話すことができた。早くに実母を亡くしてタラガイに育てられ、狩猟、家畜の見張りに携わっていた。やがて、ティムールの人望と能力に惹かれたためか、彼の周りに様々な出自の人間が集まり始める。クラヴィホの報告、アラブシャーの伝記によると、若いティムールは数人の部下を連れて略奪行為を行っていたという。ティムールは気前よく戦利品を分け与えたために部下の数は増え、強盗団の数は300人にまで増えたと伝えられている。
やがてティムールは西チャガタイ・ハン国の有力者カザガンに見いだされ、20歳にならないうちにカザガンの側近に登用される。この時にティムールはカザガンの孫アミール・フサインと親密になる。1358年頃にカザガンが暗殺され、カザガンの子アブドゥラーフが失脚すると、統制を失ったマー・ワラー・アンナフル各地に貴族（アミール）たちが割拠した。
- キシュを中心とするカシュカダリヤ地方 - バルラス部のハージー・ベク（英語版）。ティムールの叔父にあたる人物。
- ホジェンドを中心とするフェルガナ地方 - ジャライル部のバヤジド
- カーブル - カザガンの孫フサインが率いるカラナウス部族
- バルフ - スルドゥズ部のオルジェイ・ブカ

この他にも、各地の都市でテュルク・モンゴル系の貴族や土着の勢力が割拠し、互いに争っていた。

### ティムールの台頭
1360年の2月から3月にかけて、モグーリスタン・ハン国のトゥグルク・ティムール・ハンが派遣した軍隊がマー・ワラー・アンナフルに侵入した。マー・ワラー・アンナフル各地で覇を争っていた領主たちはモグーリスタンの攻撃に対して団結して行動しようとせず、ティムールの叔父ハージーはホラーサーン地方に逃亡した。ティムールはトゥグルク・ティムールの軍隊の元に出頭し、アミールたちが退出した後にトゥグルク・ティムールと謁見した。会見の場でティムール配下のサイフッディーンはトゥグルク・ティムールにティムールの才能を列挙し、主君をハージーに代わる指導者に推薦した。会見の後にティムールはハージーに代わるバルラス部の指導者の地位を与えられ、キシュの統治を認められた。しかし、ハージーがホラーサーンから帰還すると部族民のほとんどはハージーを支持に回り、ティムールも指導者の地位を返還してハージーに仕えた。
1361年の3月から4月にかけてトゥグルク・ティムールは自ら軍を率いて再びマー・ワラー・アンナフルを攻撃、ジャライル部のバヤジドとスルドゥズ部のバヤンはモグーリスタンに降伏する。降伏したバヤジドとバヤンは処刑され、それを知ったハージーは再びホラーサーンに逃亡するが、逃走中にサブゼヴァール（現アフガニスタン・イスラム共和国のラザヴィー・ホラーサーン州にある都市）の住民に殺害される。トゥグルク・ティムールの元に出頭したティムールは、バルラス部の指導者の地位とキシュの統治権を再認された。また、トゥグルク・ティムールはティムールの才能を認め、マー・ワラー・アンナフルの統治者に任命した息子イリヤース・ホージャの後見人とした。だが、理由は明らかではないがティムールは妻と少数の従者を伴ってイリヤース・ホージャの元から逃亡して山中に去った。

### モグーリスタン・ハン国との戦い
ティムールはモグーリスタン軍に追われるアミール・フサインと合流し、わずか60人で1,000人からなるヒヴァの領主の包囲を突破、この時にティムールは自らの槍で領主を討ち取った。1362年にティムールとフサインはモグーリスタン軍に敗れて捕虜とされ、62日間をメルブで過ごした。1363年、ティムールはスィースターンの領主との戦闘で負傷し、右手と右足に矢傷を負う。1364年に石橋の戦いでモグーリスタン軍に勝利、同年のキシュ近郊の戦いでイリヤース・ホージャに大勝し、モグーリスタン軍をマー・ワラー・アンナフルから放逐した。勝利したティムールとフサインはクリルタイを招集してチャガタイ家のカーブル・シャーを新たな西チャガタイ・ハン国のハンに擁立し、ティムールとフサイン2人の共同統治体制が成立した。
翌1365年春、トゥグルク・ティムールの死後にモグーリスタンのハンに即位したイリヤース・ホージャは雪辱を期してマー・ワラー・アンナフルに親征する。ティムールとフサインはチナズ・タシュケントの間でモグーリスタン軍を迎え撃った（泥沼の戦い）。ティムールとフサインは兵数でモグーリスタン軍に勝っていたにもかかわらず敗北し、2人はバルフ方面に逃亡した。敗戦の責任を巡ってティムールとフサインの関係は悪化するが、それでもまだ同盟関係は維持されていた。
他方、ティムール達に勝利したイリヤース・ホージャは守備兵がいないサマルカンドに向かって進軍を続けた。当時のサマルカンドは城壁と内城が再建されていなかったが、サマルカンド市民の中にはモンゴルからの解放を掲げる「サルバダール運動」（英語: Sarbedaran movement）を行う一団が存在していた。サマルカンドに入城したイリヤース・ホージャの軍はサルバダールが指揮する市民の奇襲を受けて壊滅し、さらに軍馬が疫病に罹って激減したためにマー・ワラー・アンナフルから退却した。イリヤース・ホージャは敗走中にドグラト部のカマルッディーンによって殺害され、カマルッディーンはモグーリスタンのハンを僭称した。
1366年春にイリヤース・ホージャが退却したことを知ったティムールとフサインはサマルカンドに戻り、一度はサルバダールたちの勝利を称え、彼らに面会を申し出る。歓待の後にティムール達は態度を一変させ、ティムールの取り成しによって助命された一人を除いてサルバダールを皆殺しにする。

### フサインとの決別

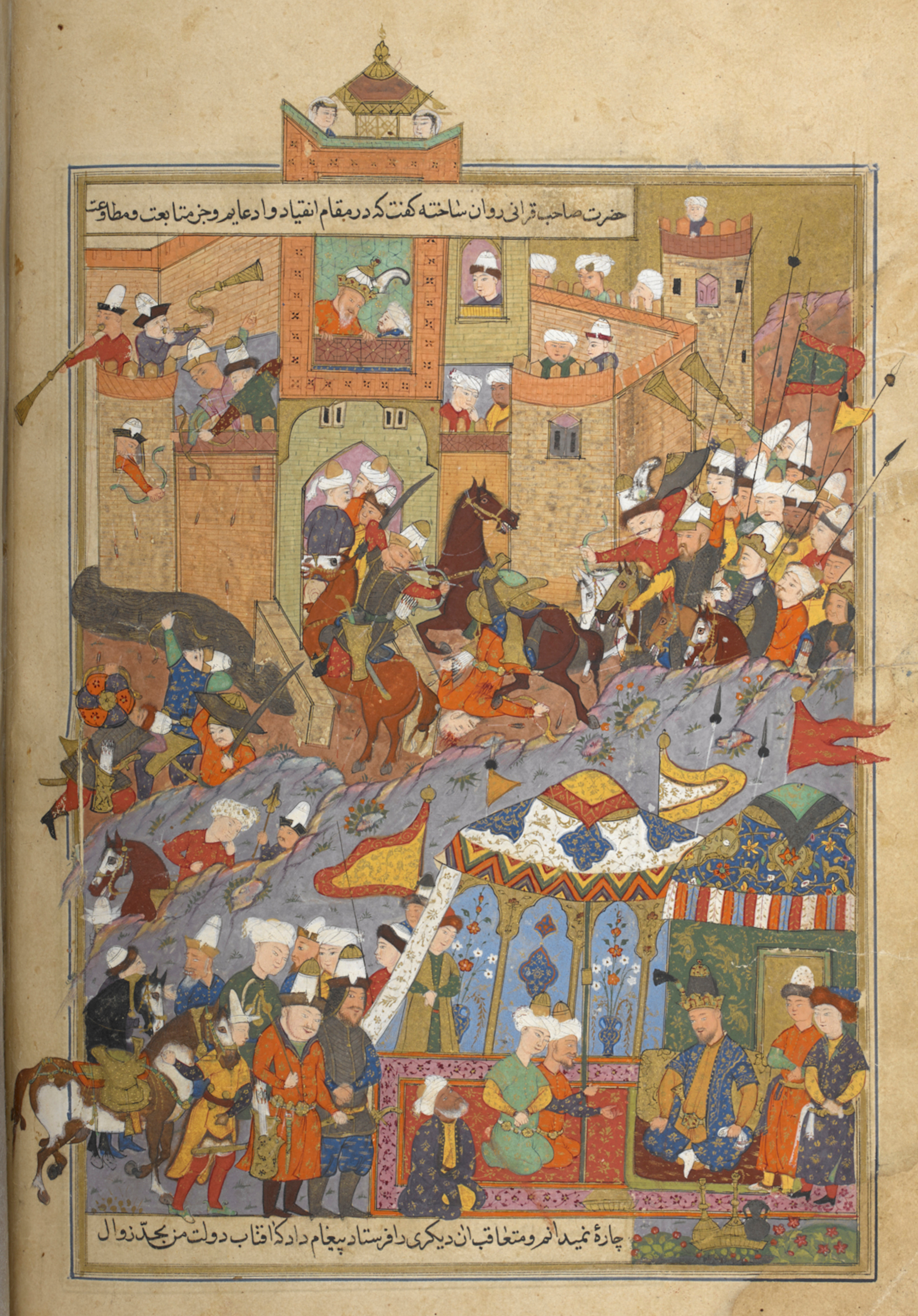
1370年のバルフ包囲

1366年の春の終わりに、サマルカンドにフサインを指導者、ティムールを補佐役とする政権が成立した。しかし、ティムールとフサインの関係はより悪化する。フサインがティムールの支持者たちに重税を課した時、ティムールは妻の装飾品を売ってまでも彼らの債務の支払に協力したためにティムールの信頼は高まり、逆にフサインは支持を失った。また、ジャライル部やアパルディー部はティムールの裏切りを伝える偽の報告をフサインの元に送り、両者の決裂は決定的になる。この時期にティムールが寵愛した妻ウルジェイ・タルカン・アーガーが亡くなり、フサインの妹であるウルジェイの死によって二人の対立はより深まった。
1366年の秋にティムールはフサインからカシュカダリヤのカルシを奪還し、さらにブハラを攻撃した。フサインはマー・ワラー・アンナフル奪還を目指してブハラとサマルカンドを制圧、ティムールは一時ホラーサーンに退くが、モグーリスタンとの戦いに備えて二人は講和した。この時にはジャライル部やスルドゥズ部といった有力部族がフサイン側に付いており、ティムールは不利な状況下に置かれていた。講和後にティムールはフサインの政権下で起きた反乱の鎮圧に協力するが、ティムールを警戒するフサインは自身の本拠地であるバルフの改築を決定する。工事に要する多額の費用を捻出するために住民に重税が課されたため、ティムールは工事の中止をフサインに進言するが聞き入れられなかった。また、遊牧生活を営む諸部族もフサインの工事に反対し、ティムールの支持に回った。
1369年にティムールはアムダリヤ川を渡河してバルフへと進軍し、行軍中に多数のアミールや諸勢力がティムール軍に合流する。バルフへの進軍中、テルメズ付近でティムールはスーフィズム（神秘主義）の聖者サイイド・バラカに出会う。ティムールはバラカに寄進を行い、彼から権力者の象徴である太鼓と旗を授けられた。バルフ攻撃前、ティムールはモンゴル帝国の第2代大ハーン・オゴデイの末裔であるソユルガトミシュをハンに擁立した。これはカザガン一族に対抗する意思を表明したと考えられているが、形式の上ではハンを立てるカザガン一族の方針は継承していた。
勝ち目のないことを悟ったフサインが降伏を申し出ると、ティムールはフサインに助命を約束した。バルフから脱出したフサインはティムールの元に向かわず廃墟に身を隠したが、密告者によってティムールに引き渡される。ティムールは約束に従ってフサインを助けようとしたが、ティムールの同盟者であるフッターン・バルラス部のカイフスロ（ケイ・ホスロウ）の手によってフサインはアーディル・スルターン・ハンとともに処刑された。フサインの死を知った西チャガタイ・ハン国の部族長達はバルフのティムールの元に赴き、ティムールは慣習に従って彼らにマー・ワラー・アンナフルの支配を宣言した。1370年4月9日/10日にティムールは豪壮な式典を開き、ハンに即位する意図は無いこととイスラム教を国教とする意思を表明した。
戦後、バルフではフサインを支持した住民への報復として略奪が行われ、内城が破壊された。フサインの2人の息子は火刑に処され、ティムールはフサインが抱えていた妻のうち4人を自分の妻として残りの女性を配下の部族長たちに分け与えた。ティムールが娶った妻の一人であるサライ・ムルク・ハーヌムはチャガタイ・ハン・カザンの娘にあたり、チンギス家の娘を娶ったティムールは「ハーンの娘婿」を意味する「キュレゲン」の称号を名乗った。
同1370年、ティムールはサマルカンドに移動して首都に定め、城壁、内城、宮殿を建設して外敵に備えた。

### モグーリスタン、ホラズムへの遠征

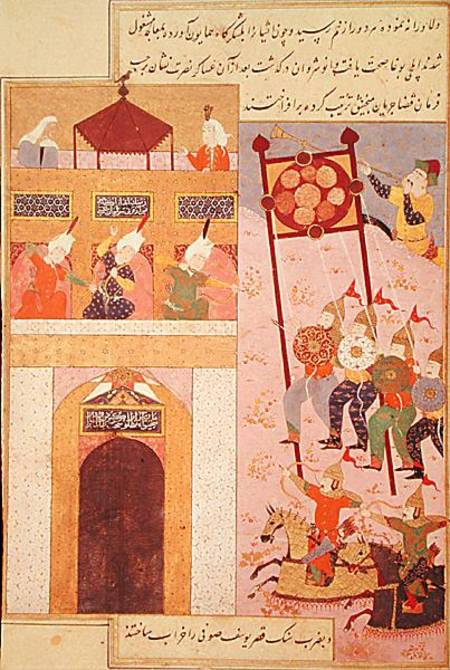
ティムールによるウルゲンチ包囲

マー・ワラー・アンナフルの統一後、ティムールは1370年から1372年にかけてカマルッディーンが支配するモグーリスタン・ハン国を攻撃した。モグーリスタンのマー・ワラー・アンナフルへの侵入を防ぐために遠征は定期的に行われ、1390年まで7回以上実施された。ティムールは待ち伏せを得意とするカマルッディーンの戦術に苦しんだものの、カマルッディーンの勢力は数度にわたるティムールの攻撃を受けて衰退する。
1372年にティムールはコンギラト部族の国家スーフィー朝が支配するホラズム地方に遠征軍を派遣する。14世紀半ばまで、ホラズム地方の北はジョチ・ウルス、南はチャガタイ・ハン国が支配していたが、それぞれの国が衰退するとコンギラトがホラズムを支配下に収めた。1371年にティムールはチャガタイ家が領有していたホラズム南部の返還を要求して軍を進め、首都ウルゲンチを包囲されたスーフィー朝の君主ユースフはホラズム南部の返還に同意して講和した。1373年、ティムールがモグーリスタン遠征に出発した隙をついてユースフがホラズム南部の奪回を図ると、ティムールはモグーリスタン遠征を中止してホラズムに急行する。同年冬、ティムールの王子ジャハーンギールとスーフィー朝の王女ソユン・ベグ（ハンザデ）の結婚を条件として和平が成立するが、ユースフはなおティムールに服従しなかった。
モグーリスタン・ハン国、スーフィー朝への遠征を行う中で、ティムールは西チャガタイ・ハン国時代から力を持っていた部族長達の反乱にも直面する。カルシを本拠とするタイチウト系カナチ集団のゼンデ・ムーサーは即位前からティムールに服従の意思を示さず、1371年と1372年の2回にわたって反乱を企て、ティムールは彼をサマルカンドの内城に幽閉した。1375年にユースフは和約を破ってホラズム南部のヒヴァとキャトを包囲すると、ティムールの即位前からの盟友だったフッターン・バルラス部のカイフスロがスーフィー朝に寝返った。ティムールはかつてのフサインの支持者にカイフスロを引き渡し、カイフスロは彼らに処刑された。ホラズム遠征の直前にスルドゥス部の部族長ムハンマドに代えて配下のアクテミルにスルドゥスの指揮権を委ねることで、スルドゥスの統制を強化した。1380年に西チャガタイ・ハン国の部族の中で最大の軍事力を有していたジャライル部を屈服させて以降、ティムールと部族長たちの対立はおおむね解消された。
1376年4月、分裂状態にあった北方のジョチ・ウルスの王族トクタミシュがティムールの元に亡命する。ティムールはジョチ・ウルスのハンであるオロスの伸張を警戒しており、トクタミシュを利用してオロスを抑えようと考えた。ティムールはトクタミシュに兵士と財貨を与えてキプチャク草原に送り返し、さらに抵抗の拠点としてオトラル、サブラン、スグナクの三都市を与えた。1377年にはティムールもオロスを討つために遠征し、スグナク・オトラル間の戦闘で勝利した。1378年にトクタミシュはオロスとトクタキヤの跡を継いだティムール・メリク・ハンを討ってハンに即位した。
ティムールは登位したトクタミシュが自身の忠実な同盟者になることを期待したが、トクタミシュはオロスの方針を継承してジョチ・ウルスの統一を目指し、1380年にクリミア半島の有力者ママイを破ってジョチ・ウルスの再統一を達成する。トクタミシュはジョチ・ウルス再統一後にアゼルバイジャンに遠征軍を送り、1385年にはタブリーズを攻撃する。やがて、中央アジアに勢力を広げるティムールは、トクタミシュと衝突することになる。
1376年夏、王子ジャハーンギールが早世する。ティムールは4人の息子たちの中でも、特にジャハーンギールに目をかけていた。
1376年から1377年にかけて、ティムールは5度目のモグーリスタン遠征を行う。1379年にティムールがモグーリスタンへの遠征に出ている最中、スーフィー朝のユースフがマー・ワラー・アンナフルに侵入し、サマルカンド近辺を略奪した。ユースフに一騎討ちを申し込まれたティムールは挑戦を受けて立ったが、怯んだユースフは決闘の場所に現れず、家臣に蔑視されたユースフは憔悴のうちに没した。3か月の包囲の末にティムールはウルゲンチを攻略、ユースフを支持した一部の住民を虐殺した。

### ペルシアへの遠征
1381年以降にティムールは定住文化が定着したペルシアの都市に対して積極的に遠征を行い、「チャガタイ家にペルシア（イラン）の統治権を奉げる」ことを名分として掲げる。当初のペルシア遠征の目的は領土の拡大ではなく、現地の政権を保護国化することにあった。ほかに本拠地であるマー・ワラー・アンナフルの発展に必要な家畜などの可動財産と労働力の獲得という経済的な理由、戦利品の分配による配下の忠誠心の維持がペルシア遠征の動機にあったと考えられており、ティムールは遠征に際して情報の収集を入念に進めていく。
1380年に開催したクリルタイで、ティムールはホラーサーン地方の王朝クルト朝の君主ギヤースッディーン・ピール・アリーを招集するが、ギヤースッディーンはクリルタイに出席しなかった。1381年にティムールはホラーサーン地方に進攻し、クルト朝の首都ヘラートを占領した。ティムールはヘラートの攻撃前、住民に生命と財産の安全を保障したが占領後に重税を課し、さらに住民の蜂起を危ぶんで塔と城壁を破壊した。この時にヘラートのウラマー（神学者）、イマーム（指導者）がティムールの故郷であるキシュに連行され、装飾された門扉もキシュに持ち運ばれた。1383年にヘラートの住民がティムール朝の徴税人を襲撃すると、見せしめとして王子ミーラーン・シャーによる虐殺が行われる。反乱の責任はサマルカンドに連行されていたギヤースッディーンをはじめとするクルト朝の王族にものしかかり、彼らは処刑された。ギヤースッディーンらの死によって、1383年にクルト朝は滅亡した。
ティムールはさらにホラーサーンの西に進み、同1381年にサブゼヴァールに存在したサルバダール政権（サルバダール運動 - 英語: Sarbedaran movement）を臣従させる。サルバダール政権の指導者アリー・ムアイヤドはティムールに忠誠を尽くすが1386年に戦死、アリー・ムアイヤドを失ったサルバダール政権は影響力を失う。マーザンダラーンの支配者アミール・ワーリー、ケラスとトゥースの支配者アリー・ベクはティムールに反抗したが、いずれも滅ぼされた。
1383年にスィースターン、1384年初頭にカンダハルを征服し、アフガニスタン全域がティムール朝の支配下に入った。1385年にイラクに存在したモンゴル系国家ジャライル朝の首都ソルターニーイェを占領、同年にマーザンダラーンを制圧した後にティムールはサマルカンドに帰還した。
帰国後およそ1年の間、ティムールは内政と軍備の増強に力を注いだ。

### 三年戦役
1386年より、ジョチ・ウルスの拡大を牽制することを目的とした、「三年戦役」の名で知られる西アジアへの遠征事業が始められる。
1386年にティムールはタブリーズを攻略するが、タブリーズはすでにトクタミシュによって破壊されていた。ジャライル朝が支配するアゼルバイジャンを支配下に加え、グルジア王国の首都ティフリスを攻撃するが、頑強な抵抗に遭って攻略には至らなかった（ティムールのグルジア侵攻）。翌1387年にティムールはシリア北部のマラティヤ、アナトリア東部のスィヴァスに進出した。中東各地の地方政権の君主と領主はティムールのコーカサス侵入をエジプトのマムルーク朝に報告しており、ティムールから降伏勧告を受けたスィヴァスのエルテナ侯国の君主ブルハネッディン（アラビア語: قاضي برهان الدين 転写: Qaḍi Bürhan al-din）は、マムルーク朝とオスマン帝国に助けを求める。この時にマムルーク軍がシリア北部に派遣されるが、ティムール軍とマムルーク軍が直接戦闘することは無かった。
1386年から1387年にかけての冬、ティムール軍の先遣隊はダゲスタンでトクタミシュの軍隊に遭遇する。両軍は交戦するが、勝敗が決しないうちにトクタミシュは退却し、コーカサスの北に引き上げた。この背信行為にもかかわらず、ティムールはトクタミシュに寛大に接し、彼に兵糧と共に和解を提案する書簡を送った。しかし、トクタミシュにとってはティムールの温情は屈辱でしかなく、ティムールを攻撃するための準備に取り掛かった。
1387年、ティムールはロレスターンを拠点とする強盗団の討伐隊を自ら指揮し、捕らえた賊徒を断崖から突き落とした。さらにティムール軍はヴァン湖畔の要塞を制圧してアルメニアを征服、キリスト教徒である要塞の守備兵を断崖から突き落として処刑した。また、ヴァン湖近辺で遊牧生活を営むトゥルクマーン系の国家黒羊朝に対しては、ミーラーン・シャーが率いる軍隊が派遣された。黒羊朝の君主カラ・ムハンマドはミーラーン・シャーに対してゲリラ戦を展開したが、抵抗は長く続かなかった。
1387年にティムールはイルハン朝の旧領に成立したムザッファル朝の領土に進攻、エスファハーンを占領し、ムザッファル朝の首都シーラーズを略奪した。占領地のエスファハーンの住民がティムール軍の兵士と徴税人を殺害したために、見せしめとして殺戮が行われた。決められた数の首を持ってくるように命令された兵士によって70,000人の首が集められ、それを積み重ねた塔が建てられた。ティムールはムザッファル朝君主シャー・シュジャーの甥シャー・ヤフヤーを傀儡の君主に据えて、属領とした。
1380年代中頃にペルシア東部がティムール朝の支配下に入る。

### トクタミシュとの戦い

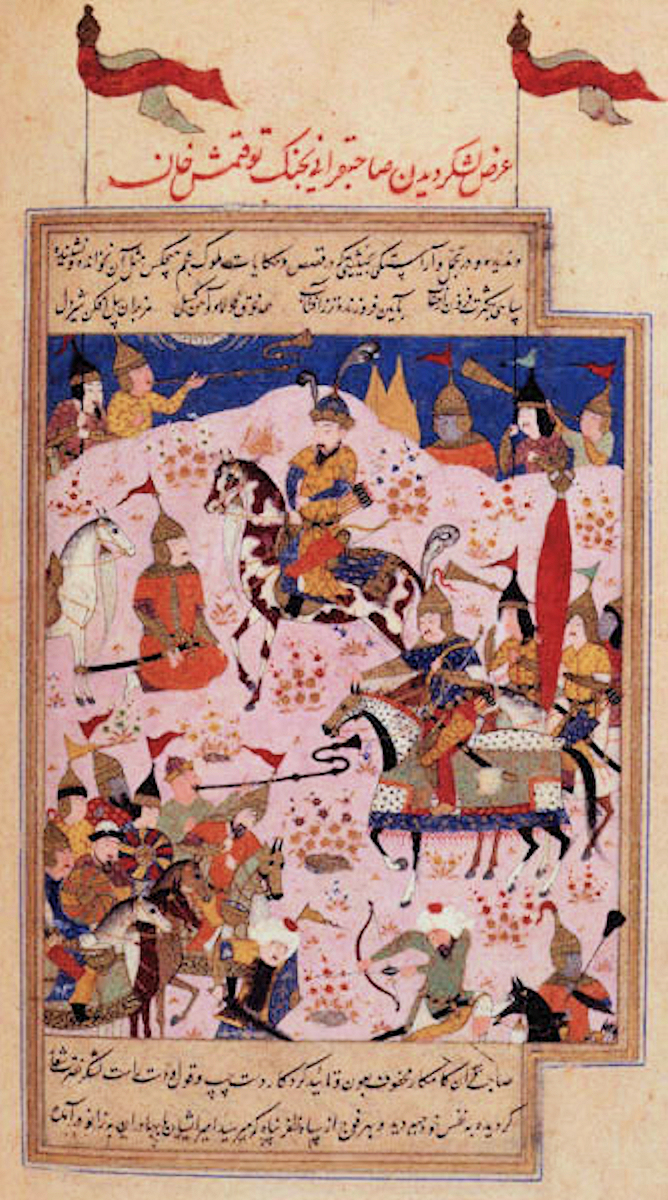
ティムールとトクタミシュの戦闘

1388年春にトクタミシュが本拠地のマー・ワラー・アンナフルに侵入したため、ティムールはやむなく西アジア方面での軍事活動を中断して中央アジアに帰還する。王子ウマル・シャイフが指揮する守備隊はトクタミシュの猛攻を凌ぎきれずアンディジャンまで後退し、サマルカンドとブハラは包囲を受けた。30,000の騎兵がサマルカンドの救援に向かい、ティムール自身も小部隊を率いてキシュに駆けつけると、トクタミシュは草原地帯に退却した。
1387年（もしくは1388年）にトクタミシュはスーフィー朝の君主スレイマンに反乱を唆しており、扇動に応じたスレイマンは挙兵した。モグーリスタンのカマルッディーンはトクタミシュと同盟して援助を受け、さらにティムールの姻族にあたる貴族ハージー・ベクがホラーサーン地方で反乱を起こし、ティムールは最大の危機を迎える。
1389年、ティムールはカマルッディーンを討伐するための本格的な軍事行動を起こした。イリ川を渡ったティムールはモグーリスタンの中心部に至り、カマルッディーンとイリヤース・ホージャの兄弟ヒズル・ホージャを撃破してウイグルスタンのトルファン近辺にまで達した。1390年の7回目のモグーリスタン遠征でティムール軍はモグーリスタンからカマルッディーンを放逐し、新たにハンに即位したヒズル・ホージャと和平を結んだ。
ホラズム地方に軍を返したティムールはウルゲンチを占領し、スレイマンはトクタミシュの元に逃亡した。ウルゲンチの住民はサマルカンドに連行され、町は一部を除いて徹底的に破壊され、更地に大麦の種が蒔かれた。1391年のキプチャク草原遠征の直前にティムールはウルゲンチを復興させる命令を発した。1391年1月にティムール軍はタシュケントを出発し、2月にティムールはクリルタイを開いて遠征に参加した将軍たちから計画の同意を得、彼らに軍令を発した。
2月5日、ティムールはウマル・シャイフが率いていた別動隊と共に、ホジェンドでトクタミシュ軍の前衛を撃破する。行軍の途上でジェズカズガン近辺にトクタミシュ討伐に向かう旨の碑文を建て、飢えと疲労に苦しみながらもトクタミシュに迫った。同年6月18日にコンドゥルチャ川でティムールはトクタミシュを破る（コンドゥルチャ川の戦い）。この戦闘はトクタミシュに痛手を与えたが、まだ彼は再起するだけの力を残していた。

### 五年戦役
1392年、トクタミシュを破って間も無くティムールは西アジア遠征を再開する。この戦役は「五年戦役」と呼ばれる。遠征の前、ティムールはイラン全土の支配権はチンギス・ハーンからチャガタイの子孫に与えられたという名分を掲げ、イラン支配の正当性を主張した。
戦役の最初、ティムールはマーザンダラーンに残っていた未征服の都市を占領した。ムザッファル朝への攻撃が再開され、シーラーズに向かうティムールをシャーヒ・シュジャーの甥シャー・マンスールが迎撃した。1393年5月にティムール軍とシャー・マンスールはシーラーズ近郊で交戦、戦闘の混乱の中で親衛隊からはぐれたティムールはシャー・マンスールに肉迫され、頭を2度切りつけられる危機に陥る。シャー・マンスールは主君の危機に気が付いた兵士によって殺害され、ティムール軍は勝利の後にシーラーズを占領した。当初ティムールはムザッファル朝の王族を厚遇していたが後に彼らを処刑し、ムザッファル朝の領土を併合した。
ジャライル朝のスルターン・アフマドから服従を拒否する書簡が送られると、ティムールはアフマドの本拠地バグダードを攻撃するためさらに西進を続けた。ティムール軍の接近を知ったアフマドはエジプトに逃亡し、バグダードはティムールの支配下に入った。バグダード占領後にティムールはバグダード北部で跋扈していた盗賊団の討伐に向かい、城壁の破壊と地下トンネル建設のために72,000人の兵士を動員したという。砦を陥落させた後、犯罪者への見せしめとして盗賊団の生首を重ねた塔が建てられた。
バグダードの陥落後、ティムール軍の中で黒羊朝との戦いに敗れて撤退していた一団がマムルーク朝の捕虜となる。ティムールは捕虜の釈放を要求するが、マムルーク朝のスルターン・バルクークは要求の裏にあるティムールの意図を疑って、エルテナ侯国、オスマン帝国、黒羊朝、ジョチ・ウルスに同盟の結成を呼び掛けた。ジャライル朝のアフマドがカイロに亡命するとバルクークは彼を歓待し、ティムールとバルクークは書簡を通して互いを挑発しあった。しかし、グルジアとアゼルバイジャンでの反乱、トクタミシュ討伐の準備のために、五年戦役ではエジプトへの遠征は決行されなかった。1394年1月（もしくは2月）に王子ウマル・シャイフがクルディスタンで戦死。3月に孫のウルグ・ベクが誕生すると、ティムールは誕生を祝して反乱者に恩赦を与えた。ティムールが反乱を鎮圧しながら東方に戻ると、防衛のためにシリアに駐屯していたバルクークもカイロに引き上げた。この年、マムルーク朝と黒羊朝の支援を受けたアフマドによってバグダードが奪還される。
1394年末にトクタミシュがデルベントを越えてティムール朝の領土で略奪を行うと、ティムールは遠征の準備を進めた。1395年春にティムールは北に軍を進め、テレク川でトクタミシュと激突した（テレク河畔の戦い）。トクタミシュの兵士に囲まれたティムールは矢をすべて使い果たして槍を折りながらも敵兵を撃退し、助けの兵士が到着するまで持ちこたえる。3日にわたる激戦の末にティムールは勝利を収め、部下の忠誠心はより高まった。さらにドン川を遡ってモスクワ大公国とジョチ・ウルスの領土に侵入し、1395年から翌1396年にかけてサライ、アストラハンを破壊した。
テレク河畔での勝いとサライの破壊は、トクタミシュに決定的な一撃を与えた。戦後、ティムールはマンギト部の有力貴族エディゲとジョチ家の王族ティムール・クトルクらがキプチャク草原に新たな政権を立てることを承認した。
1396年春にティムールはデルベントを経由して夏にサマルカンドに帰還し、五年戦役は終結した。1397年ごろにティムールはヒズル・ホージャの娘テュケル（トゥカル）を妃に迎え、モグーリスタンと同盟を結んだ。テュケルとの結婚に際して、ティムールは彼女を迎えるためにサマルカンド郊外に宮殿と庭園を造営した。同年に孫のムハンマド・スルタンをモグーリスタンの統治に派遣して中国遠征の準備を進めるが、インド遠征によって中国への軍事活動はいったん中断される。

### インド遠征

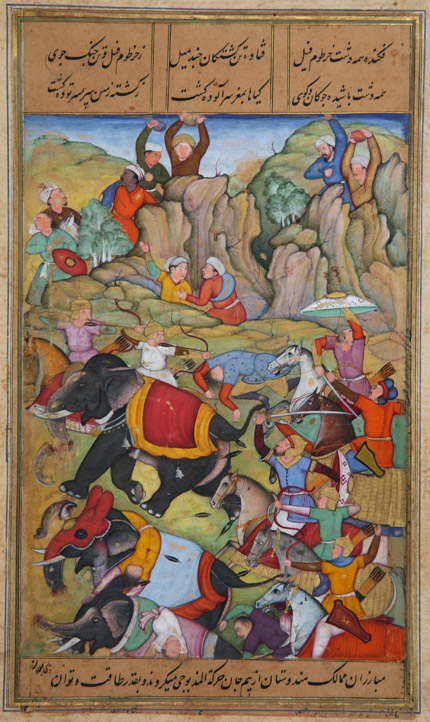
ティムールとトゥグルク朝のスルターン・マフムードの戦闘

1398年から1399年にかけて、ティムールはインドに軍事遠征を行った。
1397年末よりアフガニスタンを統治していた孫のピール・ムハンマドにインドへの攻撃を命じていたが、ピール・ムハンマドがムルターンの攻略に苦戦していたためにティムールは親征を決定した。遠征においては92,000人の兵士を動員し、それを3部隊に分けて進軍した。
ソユルガトミシュの跡を継いだチャガタイ・ハンであるスルタン・マフムードを左翼軍の司令官として南下させ、ティムール自身は後方の安全を確保するためにヒンドゥークシュ山脈（現在のヌーリスターン州に相当する地域）を根城とする賊徒の討伐を指揮した。氷雪が積もる高山の進軍は困難なものとなり、盗賊団が立て籠もる山城の攻略では配下の将兵の士気が萎縮していた。ティムールは山賊の討伐を諦めず、山城の包囲が無益であると説得した軍師ムハンマド・コアギンの地位を剥奪したことがアラブシャーによって記録されている。奮い立った兵士たちによって山賊は殲滅された後、ティムールは遭遇する敵対勢力を撃破しながらカーブルに移動した。インド行軍中にアフガニスタン各地の反乱勢力が討伐されたことは治安の回復と交通路の確保につながり、ティムール朝のアフガニスタン方面の支配が強化された。
一方、ピール・ムハンマドはムルターンを制圧した後に洪水で軍馬を失っており、インドの領主たちから包囲を受けていた。ティムールはピール・ムハンマドと合流し、10月に彼の部隊を本隊に組み入れてあらためてデリーに進軍した。
12月13日、デリーから出撃した軍隊との会戦の前に捕虜の反抗を危惧したティムールは100,000人に及ぶヒンドゥー教徒の捕虜を処刑した。12月17日（あるいは18日）にティムール軍はトゥグルク朝のスルターン・マフムードが指揮する軍隊と交戦する。戦闘に際してティムールは敵側の戦象に対して入念な方策を巡らせていた。騎兵の活躍によって戦象は壊滅し、トゥグルク軍は敗走した。
デリーに入城したティムールは12月20日に占有を宣言し、戦勝を祝う祝宴を開いた。デリー入城後、ティムール軍の兵士は城内で破壊と略奪を行い、さらに抵抗する住民を殺害した。ティムールはデリー滞在中に120,000頭に及ぶ戦象と儀礼用の象の行進を見て楽しみ、それらの象をサマルカンド、ヘラート、タブリーズなどの帝国領の都市に持ち帰った。
翌1399年1月にティムールはデリーを出発して帰国、かつてチャガタイ・ハン国のタルマシリンが陥落させることができなかったメーラトを攻略した。ティムールは非イスラム教徒を弾圧しながら北上し、1399年3月末にマー・ワラー・アンナフルに帰還した。
このインド遠征においては、異教徒との戦いが大義名分とされ、ティムール朝の歴史家サラーフッディーン・アリー・ヤズディーはインド遠征には宗教的な道義があったと述べた。しかし、バルトリドなどの後世の研究者の多くはインド遠征に宗教的な理由があったことに否定的な見解を示している。このインド遠征の背景にはインドの都市が有する財貨があると考えられており、ティムールは遠征によって約100,000人の兵士の給料に匹敵するほどの財宝を獲得したと言われている。研究者の中には、インド遠征に政治的必要性は無いとの指摘もある。

### 七年戦役

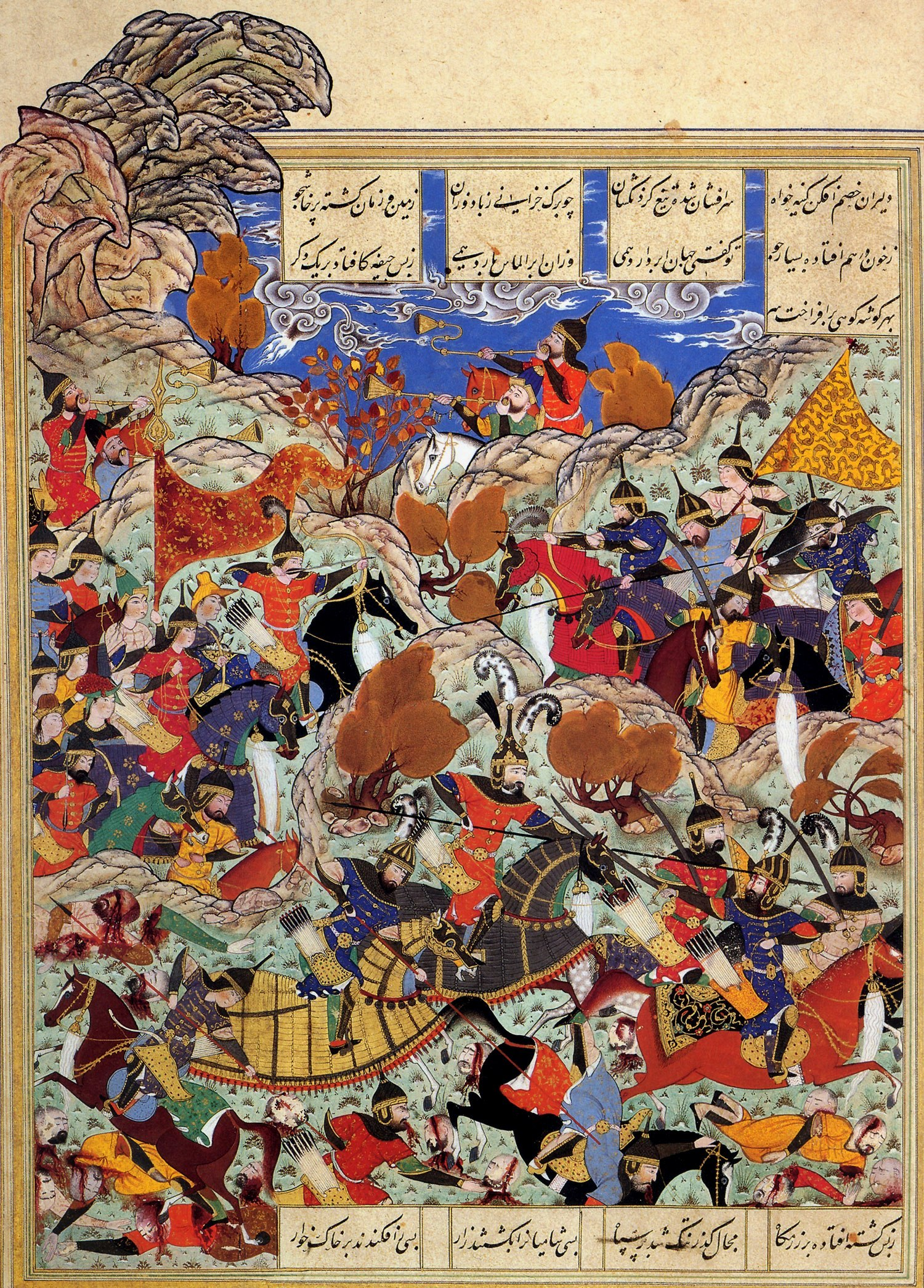
ティムールとマムルーク軍の戦闘

1399年にバルクークが没すると、それを知ったティムールは再び西方に軍を進める。また、インド遠征の前にアゼルバイジャンに派遣していた王子ミーラーン・シャーから老齢を理由として退位を勧める書簡がティムールの元に送られていた。インド遠征中（あるいは終了直後）にミーラーン・シャーは自身が後継者に指名されていないことを不服として、任地のアゼルバイジャンで反乱を起こす。インドから帰還して間も無く、「七年戦役」と呼ばれる戦役が始まった。
ミーラーン・シャーの反乱に対しては、ティムール自らが鎮圧の指揮を執った。さらに、敵対する動きを見せたグルジアに対して報復の攻撃が行われた。インドから帰還してすぐのエジプトへの進攻に、配下の将軍たちは疲労を訴え出て休養を懇願したが、ティムールは敵が団結する前に機先を制するべきだと遠征に打って出た。ティムール軍はアンティオキアを経由してシリアに進み、ティムール軍を目撃したマムルーク軍の斥候は「悪魔」が襲来したと報告した。オスマン帝国のスルターン・バヤズィト1世はティムールとの戦闘に積極的な姿勢を示していたが、当時マムルーク朝とオスマン帝国はマラティヤの領有を巡って対立していたため、マムルーク朝はオスマンの力を借りずに単独でのティムール軍を迎撃した。
進軍の速度を速めるためにティムール軍の進路にある都市には降伏を促す使者が送られ、ホムスなどの都市が無血開城をした。同年11月1日、ティムール軍は抵抗の意思を示したアレッポを開戦からわずか4日で攻略した。アレッポ攻略後にダマスカスに進軍を続け（ダマスカス包囲戦 (1400年)）、マムルーク軍の士気を低下させるために流言を撒いた。マムルーク朝のスルターン・ファラジュは降伏を拒絶し、ティムールの元に刺客を放つが、暗殺は未遂に終わった。12月から翌1401年1月にかけて野戦が行われるが、ティムール軍とマムルーク軍は双方とも損害を受け、ティムールはファラジュに和平を提案した。
ファラジュの軍がエジプトで起きた反乱を鎮圧するためにダマスカスから脱出すると、ティムールは一計を案じて市民に和平を提案し、ダマスカスの守将の反対が押し切られて使節団が派遣された。この時派遣された使節団には歴史家イブン・ハルドゥーンが加わっており、ティムールはハルドゥーンを30日以上陣営に留め置いた。ティムールの要求によってダマスカスの城門が明けられると兵士が城内に流れ込んで略奪を行い、ティムールは太守の邸宅と内城を占領する。3月17日にダマスカスで大規模な破壊が行われた後、3月19日に熱病から回復したティムールはダマスカスから退去した。破壊されたダマスカスは飢饉と疫病に襲われ、ティムールの名前は市民に忌み嫌われた。
ダマスカス退却後、ティムール朝とマムルーク朝との間に休戦協定が締結される。ダマスカスを発ったティムールは、アフマドによって奪還されたバグダードに進軍した。この時アフマドはバグダードにおらず、バグダードの守将が降伏を拒否したために包囲が布かれた。同年6月にバグダードを再占領すると大規模な虐殺が行われ、死者の首を積んだ120の塔ができたという。

### オスマン帝国との対決

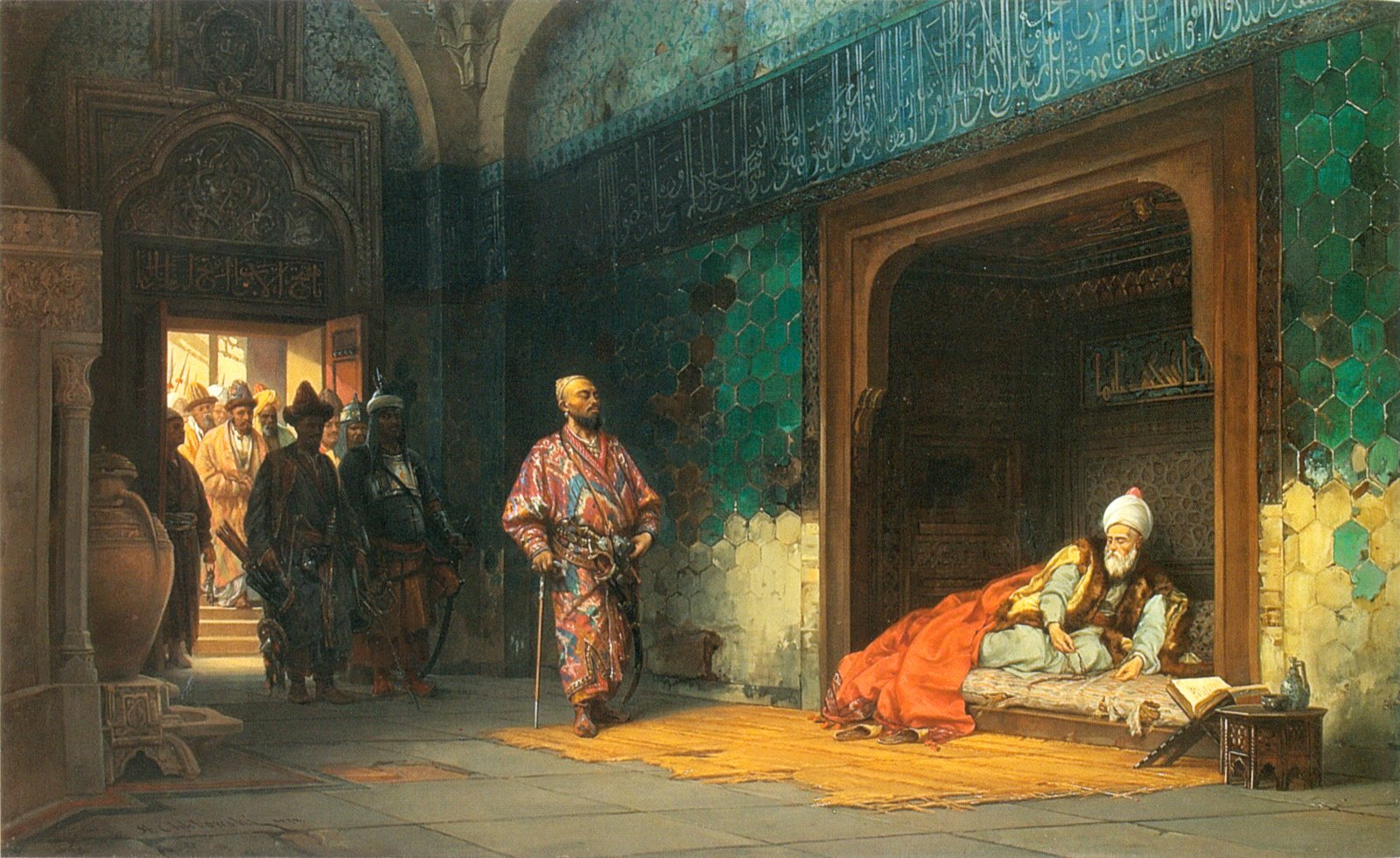
バヤズィトの元を訪れるティムール（1878年のスタニスラウ・チュレボウスキによる画）

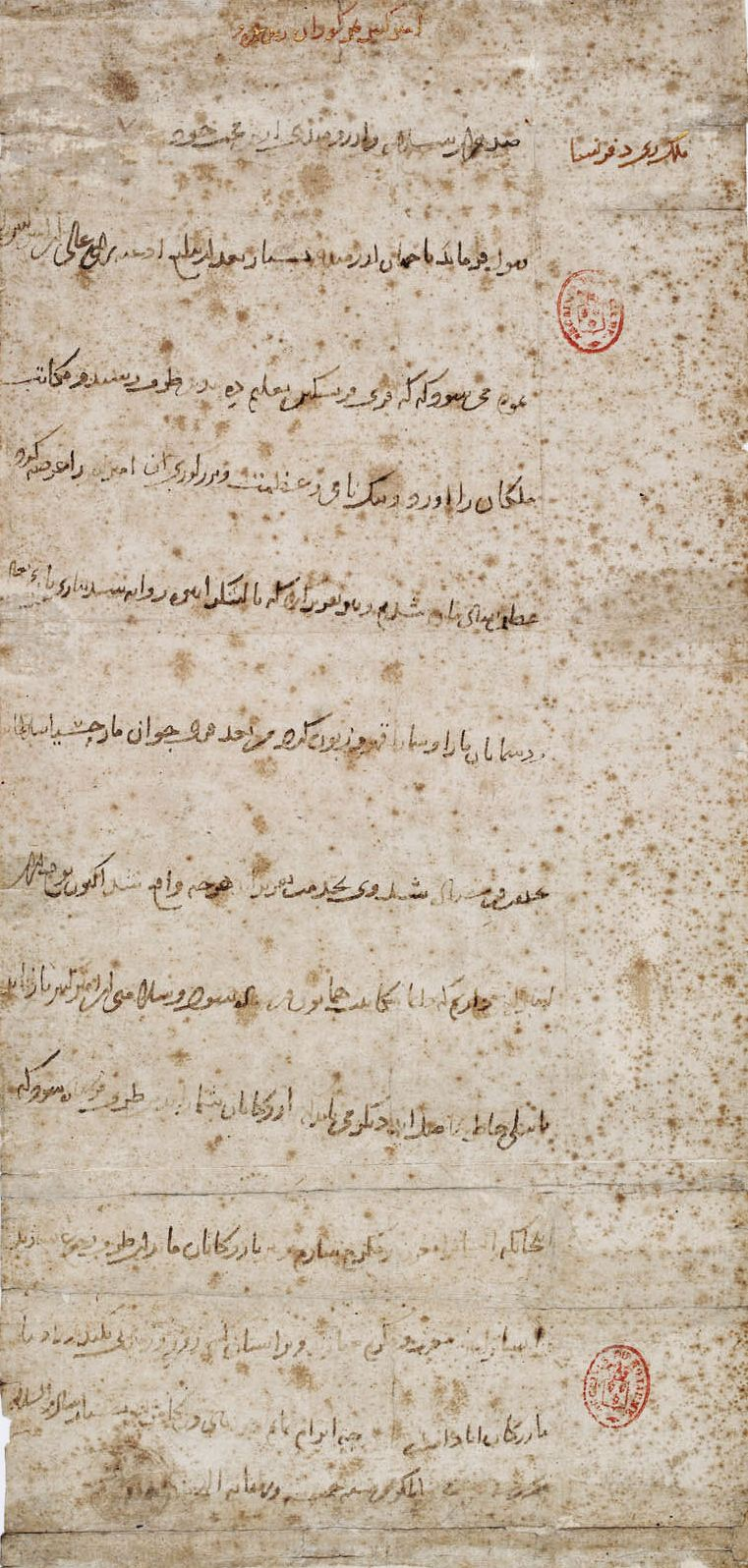
フランス王シャルル6世がティムールに宛てた親書

エジプト遠征の開始前に遡る1399年にスィヴァスがオスマン帝国の皇子スレイマンに占領され、ティムールに従属していた黒羊朝がオスマンの攻撃を受けていた。この時にティムールはオスマン帝国のスルターン・バヤズィト1世に捕虜の返還を要求したが、バヤズィトは侮蔑の意をもって返答した。
ティムールがダマスカスに滞在している間、アフマドと黒羊朝のカラ・ユースフがバヤズィト1世に働きかけ、ティムール朝の影響下に置かれていたアナトリアの都市エルズィンジャンがオスマンの支配下に入る。また、オスマン帝国によって滅ぼされたベイリクの君主たちの多くがティムールに助けを求めていた。
1402年にティムールはグルジア南部に進み（ティムールのグルジア侵攻）、バヤズィトに降伏を迫った。ティムールはオスマン帝国との戦いに先立ってイスラム教徒の支持を取り付けるためにバヤズィトを誹謗する流言を流し、その上でエルズルムを攻略した。バヤズィトの元から降伏を拒む書簡が届けられるとティムールは使者を追い返し、アンカラに向かった。1402年7月20日のアンカラの戦いでティムールは勝利、ティムール軍はバヤズィトと彼の皇子ムーサーを捕虜とした。捕虜となったバヤズィトがティムールの元に連行された時、ティムールは王子シャー・ルフとチェスを指していたと伝えられている。この時にアンカラに滞在していたカスティーリャ王国の使者はティムールの勝利を祝福し、ティムールは帰国する使者に書簡と進物を携えた返礼の使者を随伴させた。また、ヨーロッパのキリスト教国のほかに、マムルーク朝からも勝利を祝福する使者が送られた。

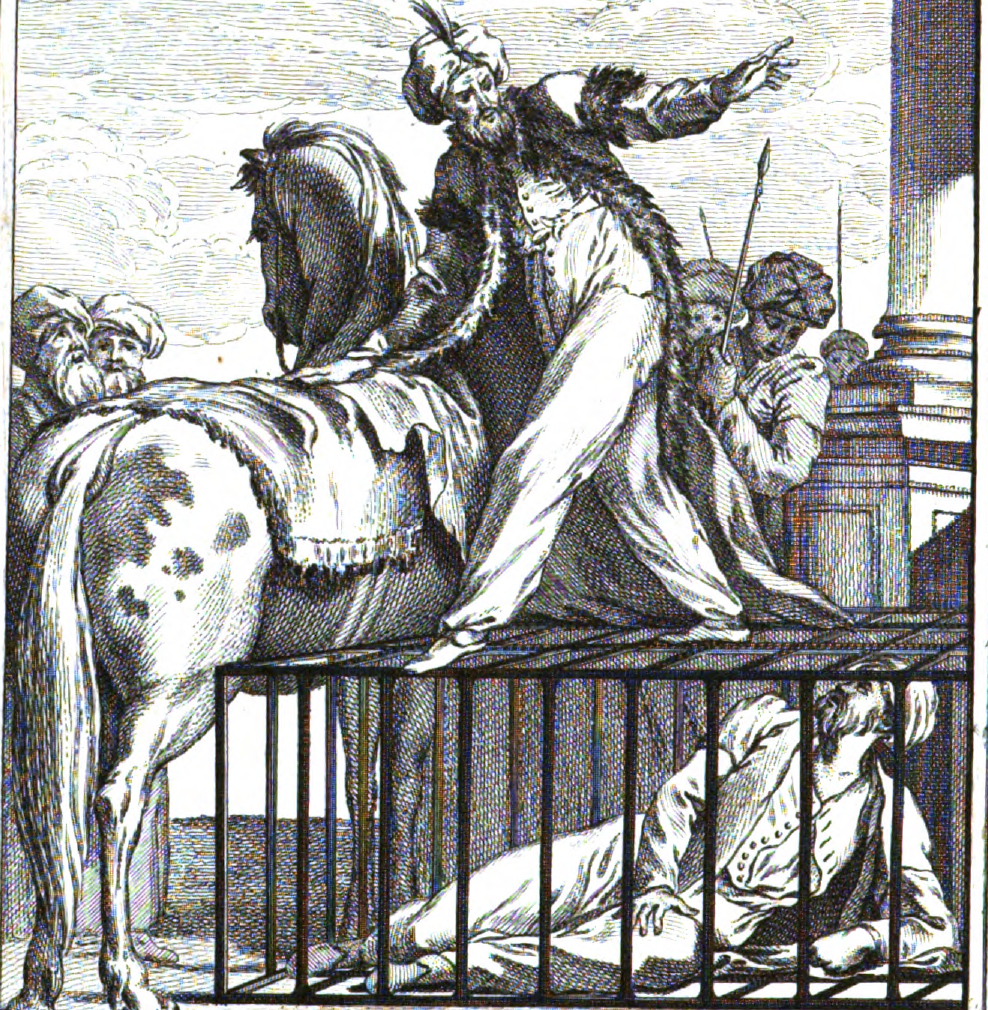
バヤズィド2世を虐げんとするティムール

ティムールが捕虜としたバヤズィトを檻の中に閉じ込めて侮辱した伝説は有名であるが、これはアラブシャーの記録から生じた誤解であり、実際にはティムールは捕虜としたバヤズィトを丁重に扱った。1403年3月8日（もしくは9日）、バヤズィトは拘留中に没する。バヤズィトが没した時、ティムールは彼の死を悲しんで涙を流したという。
ティムールにアナトリアを直接統治する意思は無く、滅亡したベイリクの多くに旧領を返還して復興させた。オスマン帝国の主要都市ブルサには孫のムハンマド・スルタンを派遣し、ブルサに残されていた多くの財宝と聖遺物を獲得した。12月2日に聖ヨハネ騎士団が領有していたスミルナ（現在のイズミル）を占領、これをもって七年戦役は終結した。この聖ヨハネ騎士団領への攻撃にもかかわらず、カスティーリャ王エンリケ3世、イングランド王ヘンリー4世、フランス王シャルル6世、東ローマ帝国皇帝マヌエル2世らはティムールに親書を送った。
1403年3月、ティムールが後継者と考えていたムハンマド・スルタンが夭折する。孫の死を知ったティムールは嘆きの声を上げた。祈祷を終えた後に遠征が再開されたが、有能な後継者の死はティムールの精神状態に大きな影響を与えたと言われている。同年にコーカサスのカラ・バーグで一族に帝国の領土を分配した。
1404年8月にサマルカンドに帰国。留守中にサマルカンドで不正を行っていた役人と商人を処罰し、政務の合間を縫って建築事業を執り行った。同年夏、カスティーリャ王エンリケ3世からの返礼の使節としてルイ・ゴンサレス・デ・クラヴィホらがサマルカンドの宮廷を訪れた。クラヴィホが面会した当時のティムールは視力が落ちており、目の上に瞼が垂れ下がりほとんど目を開けられなかったという。また、この時に明朝（あるいは北元）の使節がクラヴィホ一行に同席していたが、ティムールと廷臣は明の使節を侮辱し、彼らへの貢納を拒否した。

### 最期

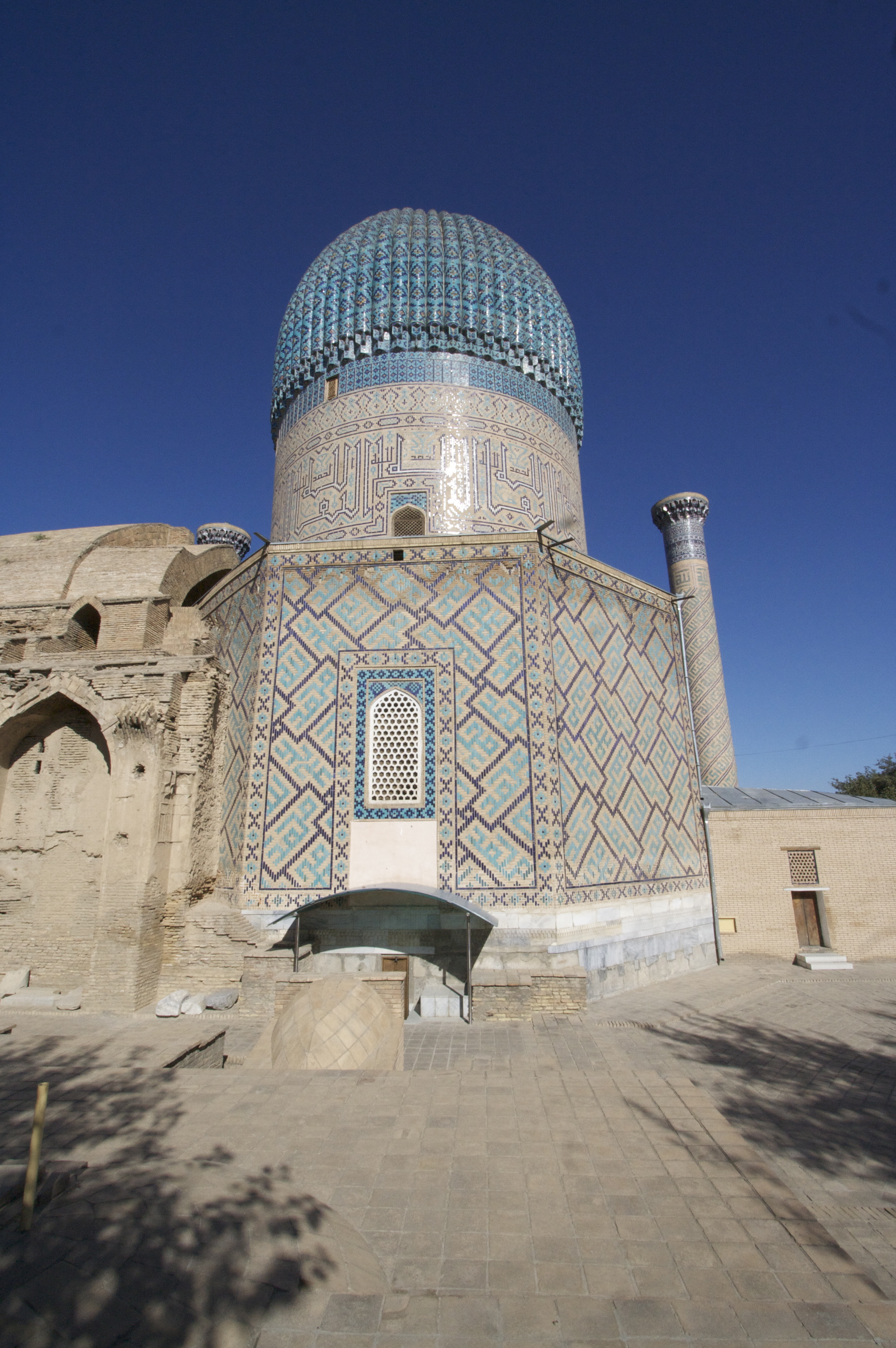
ティムールが葬られたグーリ・アミール廟

帰国後、ティムールは明国への遠征計画を再開する。明遠征の準備は西アジアでの征服事業が一段落した1397年末より進められており、この遠征は異教徒に対する「聖戦」と位置付けられた。
ティムールの東方遠征の真意については、単に戦利品が目的、明ではなくモンゴル高原が遠征の目的地だった、当時ティムールの元に亡命していた北元の皇子オルジェイ・テムルを北元のハーン位に就けて全モンゴルへの影響力を有する意図があったと諸説ある。
遠征を前にしてティムールは国内の有力者とサマルカンドの全住民を招待しての大規模な孫の結婚式を開き、同時に罪人たちに刑を下した。式が終了する前になり、全ての貴族の前で亡くなったムハンマド・スルタンの弟であるピール・ムハンマドを後継者とすることを宣言した。
1404年11月27日にティムールはサマルカンドを出発して、後に「ティムールの門」と呼ばれるようになった峠を経て、東方遠征に向かう。進軍中にティムールは和解を求めるトクタミシュの使者と遭遇し、寛大な態度でトクタミシュに援助を約束した。この年は気候が悪く、1月にサマルカンドから400km離れたオトラルにようやく到達することができたものの、ティムールは病に罹っていた。
配下から寒さで士気の下がった兵士のために宴会を開くことが提案され、3日におよぶ宴会が催された。ティムールは病身にもかかわらず酒を飲み続けたがついに倒れ、崩御の時期が近づいていることを悟る。
病床の周りに集まった王子と貴族に、孫のピール・ムハンマドを後継者とすることを告げ、彼らに遺言を守ることを誓わせた。1405年2月18日にティムールはオトラルで病により崩御した。崩御する直前、「アッラーのほかに神は無し」と言い残した。
香水と香料がかけられたティムールの遺体は装飾された担架に乗せられ、密かにサマルカンドに搬送された。しかし、ティムールの崩御を知った王族たちは、ピール・ムハンマドを後継者とする遺言に背いて王位を主張する。崩御から5日後、ティムールの遺体はサマルカンドのグーリ・アミール廟に安置された。
3月18日にサマルカンドを占拠したハリール・スルタンによって改めて正式な葬儀が行われ、全てのサマルカンド市民が黒い喪服を着用した。葬儀のとき、ティムールが生前に愛用していた太鼓が廟に運び込まれ、他の人間が使用できないように引き裂かれた。

## 人物像

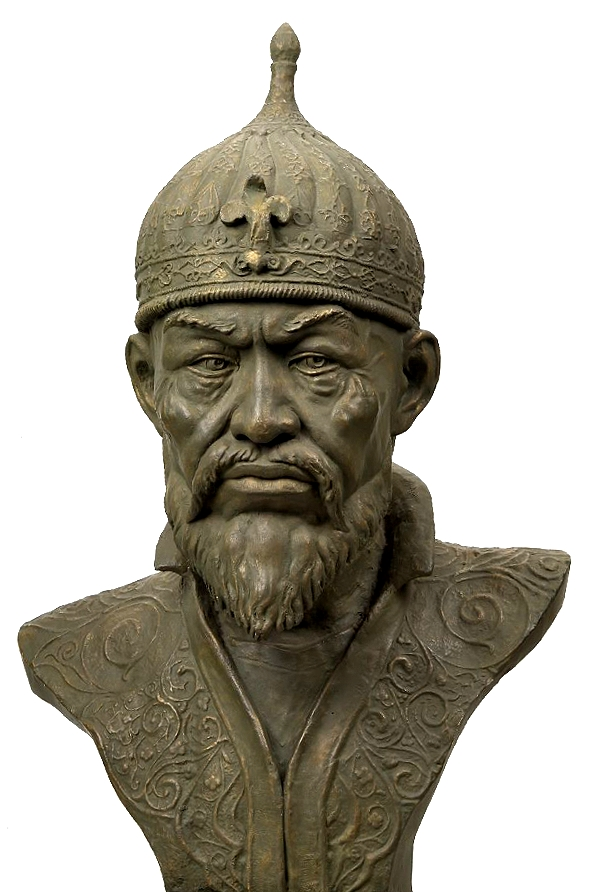
ミハイル・ゲラシモフによるティムールの復顔像

### 身体的特徴
ティムールを描いたと伝えられる肖像画の中で信頼性の高いものは無く、容貌を詳しく記した文章も少ない。
晩年のティムールと対面した人物の一人であるアラブシャーはティムールの容貌について、「背が高く肩幅が広い。大きな頭と濃い眉、あごひげを生やしていた。長い手足を持っていたが、右脚は不自由だった。目は蝋燭のようではあるが、光は無かった」と描写した。身長はおよそ170cmと、14世紀当時の人間の中では長身に分類される。
ティムールは右脚が不自由であると伝えられており、「跛者のティムール」「びっこのティムール」を意味する「タメルラング」「ティムーリ・ラング」の呼び名でも知られている。クラヴィホの報告、アラブシャーの伝記、ロシアで編纂された年代記は強盗団時代に襲撃に失敗して負傷し、その後遺症で脚に障害が残ったと述べている。また、別の伝承では1363年に起きた戦闘での負傷が元で脚に障害を負ったと伝えられている。1390年末、ティムールは矢傷が原因で起きた骨と関節の病に罹り、40日間病床に伏した。右脚が不自由になった後もティムールは依然馬を自在に乗りこなしたが、年を経るごとに症状は徐々に重くなっていき、晩年には従者の手を借りなければ乗馬が困難な状態になった。
1941年5月から6月にかけてソビエト連邦の調査隊がサマルカンドのグーリ・アミール廟の調査を行い、ミハイル・ゲラシモフによって廟に安置されていたティムールの遺体も調べられた。この時の調査によって、ティムールは赤色の髭を生やしていたこと、手・肘・膝の3か所に矢傷を負っていたことが判明した。また、調査隊はティムールの顔をモンゴロイドをベースにしてコーカソイドの特徴がいくらか加わった容姿と分析した。

### 性格
冗談や嘘を好まない性格であり、読み上げさせた文をすべて暗記するほどの優れた記憶力を有していた。ティムールは音楽を好み、アラブから中国に至る東西の楽士で混成された楽団が奏でる歌曲に耳を傾けた。また、騾馬の蒐集に関心を持ち、数字の「9」にこだわりを持っていた。
ティムールは読み書きこそできなかったが、彼と対面した人間は概して教養人という印象を抱いた。国家が拡大するにつれて、ティムールは歴史に強い興味を抱くようになる。遠征の途中などで時間が空いたときには従者に書物を読み上げさせ、特に歴史書を好んだという。歴史以外にも医学、天文学、数学の価値を評価し、建築に関心を示した。ティムールは学者のほかに、芸術家や職人に対しても尊敬の念を抱いていた。
ティムールが面会した学者の一人に、イスラム世界を代表する歴史家イブン・ハルドゥーンが知られている。1401年にダマスカスを攻略した時にティムールはハルドゥーンの所在をマムルーク朝の使者に尋ね、彼が面会を望んでいることを知ったハルドゥーンはティムールの元に赴いた。2人は通訳を介して対話し、ハルドゥーンの故郷であるマグリブの事情について強い興味を持つティムールのためにハルドゥーンは地理書『マグリブ事情』を献呈した。そして、アラビア語で書かれた『マグリブ事情』は、後世に優れた史書を残そうというティムールの思惑により、彼の書記によってテュルク語に翻訳された。ハルドゥーンは35日間ティムールの陣営に滞在し、歓待を受け、ティムールと言葉を交わした。エジプト帰国後にハルドゥーンはモロッコのマリーン朝のスルターンに宛てた報告書の中で、ティムールの知性と探究心を讃える文を書いた。

### ティムールとチェス
ティムールの趣味の一つにチェスがあり、暇を見てはチェスを楽しんでいた。その腕前は相当なものであり、名人とも対局した。夜中に一人で巨大なチェス盤に向き合って物思いに耽り、複雑な戦略を巡らせながら駒を動かしていたエピソードが知られている。このため、ティムールはチェスから戦術の着想を得たという見方も存在する。
また、ティムールがチェスを指している時に子供が生まれ、ちょうどその時手に持っていた王城（ルーク）の駒にちなんで、子に「ルフ（Rukh）」の名前を付けた伝承が存在する。15世紀のティムール朝の歴史家であるハーフィズ・アブルーは、ティムールのチェスの相手を務めていたことでも知られている。

## イスラームの信仰

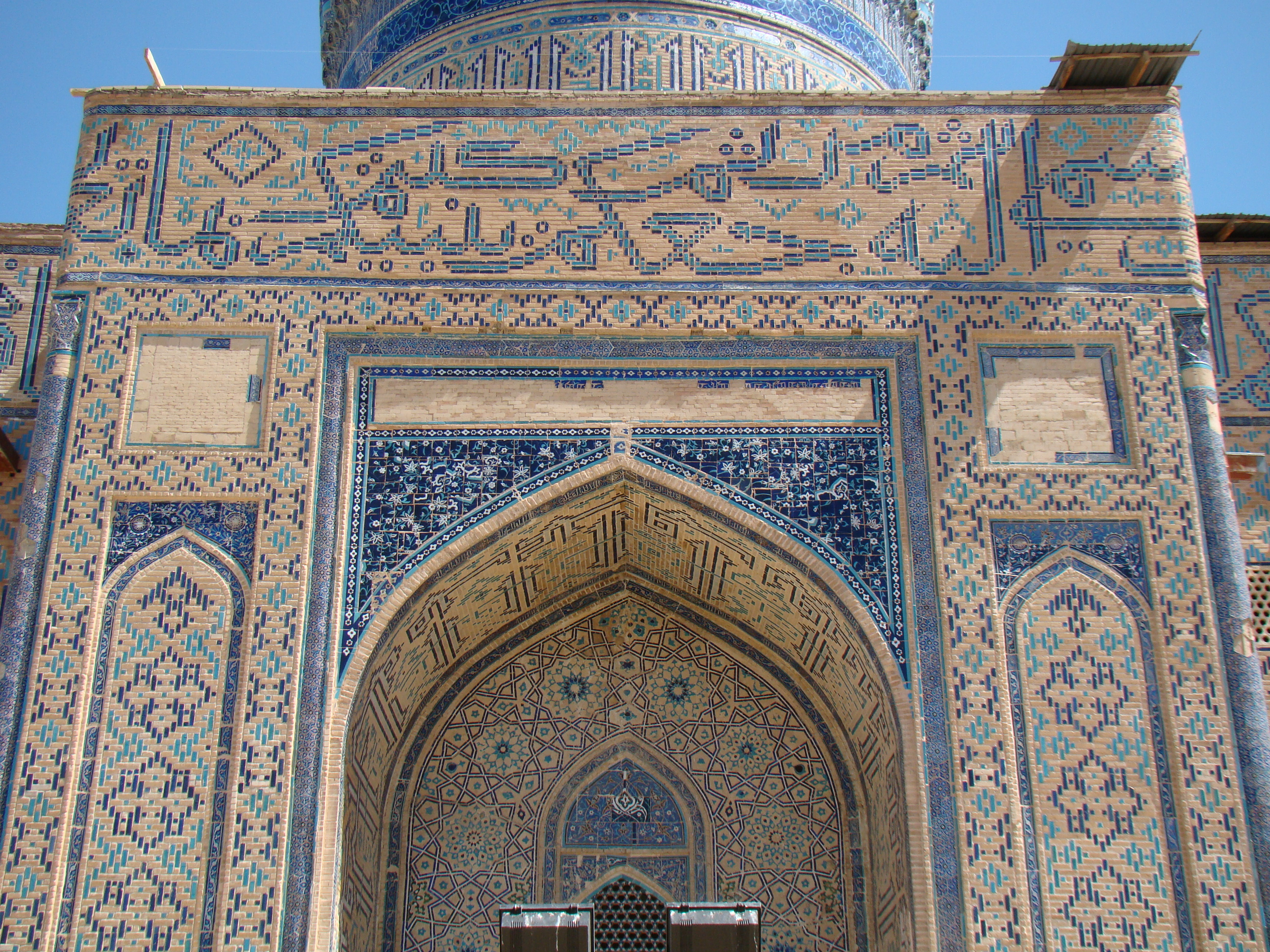
ティムールが増築したホージャ・アフマド・ヤサヴィー廟

イスラム教を信仰するとともにモンゴルの伝統にも従ったティムールは、酒をこよなく愛し、伝統的なモンゴルのシャーマニズムを信仰する人間に改宗を強制しなかった。ティムールは同朋であるイスラム教徒を殺害し、時には奴隷とした。さらにモスクを汚し、イマームを殺害するなど、敬虔なイスラム教徒とは言い難い行動が多く見られた。ヤズディー、ハーフィズ・アブルー、アラブシャーらティムールと同時代の歴史家は、彼が絵画に興味を持っていたことを記録している。ティムールはマニ教の教祖マニが描いたという絵画を飾り、ペルシアやバグダードの画家に宮殿を飾る壁画を描かせた。
ティムールは信心深いムスリムとは言い難かったが、一定の信仰心も持ち合わせており、スーフィズムに強い関心を抱いていた。スーフィズムだけでなく正統派のイスラームにも敬意を表し、ティムールはウラマーと積極的に交流を持ち、イスラーム学者の著述活動に保護を与えた。一方でニーマトゥッラー教団の創始者ニーマトゥッラー・ワリーの活動を危険視してマー・ワラー・アンナフルから追放し、各地を移動するスーフィズムの修行者を間諜として利用していた。
ティムールは父のタラガイが師事していたスーフィー・シャムスッディーン・クラールを尊敬し、自身の軍事的成功はクラールの祈りによってもたらされたと述懐した。バルフ包囲の際にティムールの陣営を訪れたスーフィー・サイイド・バラカはティムールの成功を予言し、ティムールは彼を師父とした。バラカは宗教面だけでなく政治においてもティムールに助言を与え、1404年に没した。ティムールは自分が死んだ後はバラカの足元に葬って欲しいと考えており、ティムールが亡くなった後にバラカの遺体はグーリ・アミール廟に運び込まれてティムールの近くに安置された。1373/74年、ティムールは故郷のキシュに建立されていたクラールの廟の隣に新たな廟を建て、ここに父タラガイの遺体を安置する。1397年にはヤシにあるスーフィー・アフマド・ヤサヴィーの墓を巡礼した。この時にヤサヴィーの廟に用地をワクフとして寄進し、霊廟の増築を命令した。
ある年代記には、ティムールがキリスト教寺院の神性とキリスト教徒の信仰心に理解を示した伝承が記されている。三年戦役でのアルメニア攻略の際、ティムールは虐殺を逃れて洞窟内の修道院に隠れたキリスト教徒の集団に遭遇し、彼らに命を助けるかわりに修道院が保管している古い写本を提出するように要求した。キリスト教徒は命よりも大事な写本の提供を拒み、彼らの信仰心に心を打たれたティムールは命を助けたという。

## 征服地での残虐行為
遠征の時、ティムールは抵抗する敵を追い詰めるためにしばしば焦土作戦を用いた。戦闘の前に都市へ降伏を勧める使者を送ったが、交渉が決裂すると都市は虐殺と破壊の対象とされた。軍隊の突入の前に警告が発せられ、その後に残った住民と守備兵の虐殺、拉致、略奪、城壁の破壊が行われた。1383年のスィースタン遠征においてティムールは灌漑施設を破壊し、ティムールの破壊行為は長期にわたってスィースタンの発展を遅らせた原因として見なされている。
征服地から得られる利益を確保するため、原則的にティムール軍は兵士に征服地での略奪、強姦を禁じていた。しかし、征服地で反抗の兆候が見られると、ティムールは恐怖を植え付けるために大量虐殺を行い、住民を服従させた。ヘラート、イスファハーンで行われた「見せしめ」のための虐殺、デリーでは自軍の安全を保障するための虐殺が行われた。非イスラム教徒に対しては虐殺そのものを楽しんでいた傾向もあった。
大人だけでなく、子供もティムールの大量殺戮の対象に含まれた。1400年にスィヴァスを攻撃した際に、スィヴァスの住民は子供たちの合唱団を市外に送り出し、歌声で同情を引こうとした。しかし、ティムールは子供たちを殺害した。ダマスカス占領の際には約10,000人の幼児を捕虜とし、退去の時に幼児たちの親は我が子の釈放を求めたが、ティムールの命令によって幼児たちは全て軍馬に轢き殺された。部下の一人はティムールの行為を諌めたが、ティムールは「彼らに対する慈悲の思いが湧かなかった」と答え、意に介さなかったという。
サイイド（預言者ムハンマドの子孫）、ウラマー（法学者）、カーディー（裁判官）といったイスラームの知識人は、虐殺の対象から外され、イブン・ハルドゥーンのように厚遇を受けた者もいた。また、交易の振興のため、商人を中心とする都市の貴族層と従者も助命された。

## サマルカンドの開発

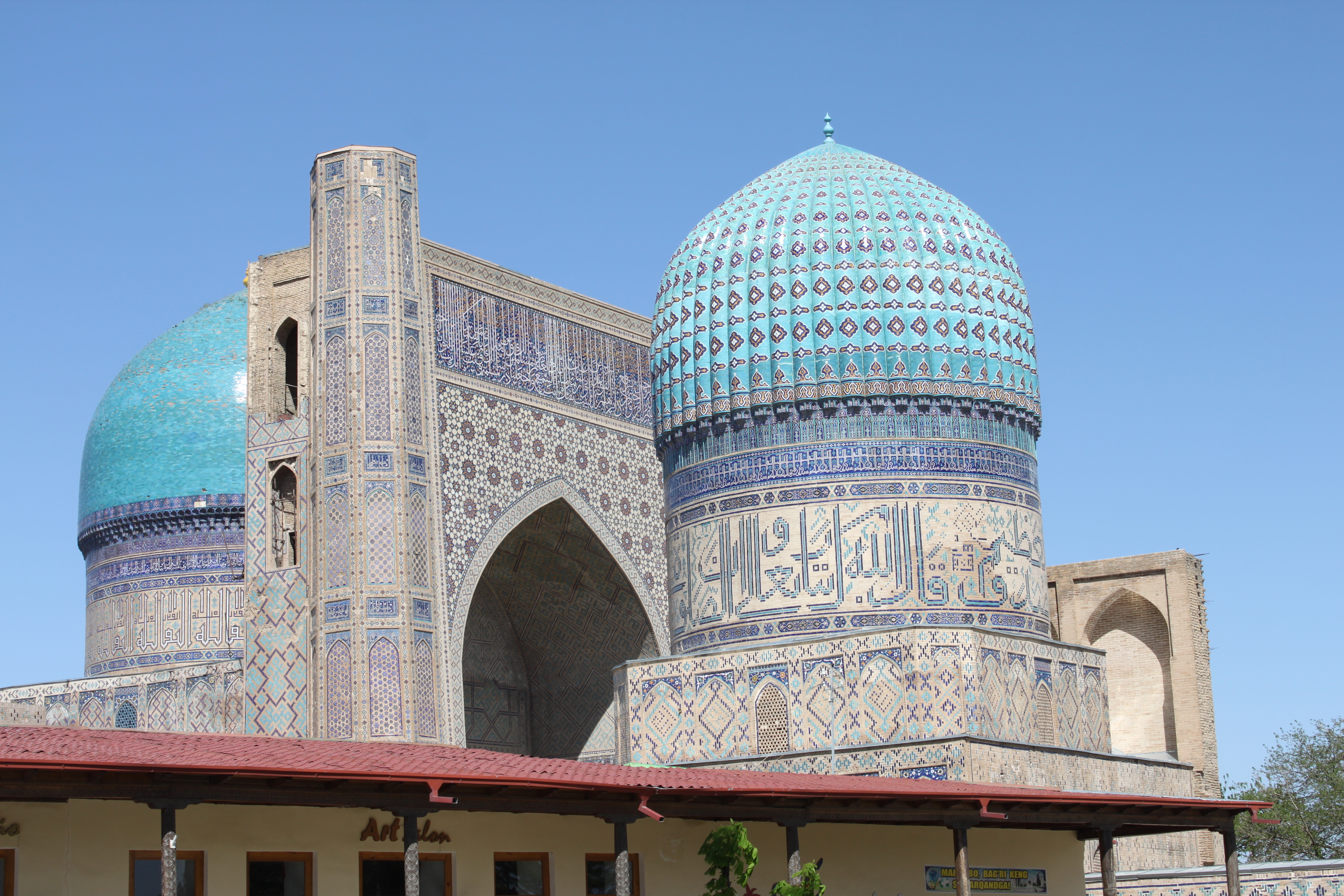
ビービー・ハーヌム・モスク

ティムールは都に定めたサマルカンドに強い愛着を抱いており、多くの施設を建設した。モスク、マドラサ、武器工房が建設され、灌漑水路も整備された。大規模な工事現場にはティムール自身も視察に現れ、建築家や商人を叱咤激励した。ティムール統治中のサマルカンドにおける代表的な建築物として、グーリ・アミール廟、ビービー・ハーヌム・モスクが挙げられる。また、サマルカンド近郊にはソルターニーイェ、シーラーズ、バグダードなどの西方の都市の名前を冠した村が建設された。村の中にはミスル（カイロ）、ダマスカス、バグダードといったかつて存在したイスラム国家の首都の名前を持つものもあり、命名の裏にはそれらの古都でさえもサマルカンドの威光には及ばないことを示す意図があったと思われる。
さらにティムールは交易を奨励するためにバザールと隊商宿（キャラバンサライ）の建設、道路の修繕を行い、サマルカンドは東西交易の一大中継地点へと発展した。
サマルカンド、ひいてはマー・ワラー・アンナフル全体の発展のため、ティムールは経済力の高い都市へと遠征した。征服地からは財産と物資がかき集められ、都市に居住していた学者、芸術家、職工がサマルカンドに連行された。サマルカンドに連行された人々は住まいを与えられ、活動に必要な資金が貸し付けられた。イラン、シリア、中国から呼び寄せた職人も加わってサマルカンドの手工業は発達するが、人材の流出を防ぐために職人の中央アジア外への移動は厳しく制限されていた。
また、サマルカンドが発展した一方で、ティムールによって多くの人材が連行されたダマスカスでは数世紀にわたって技術と文化の発展が停滞した。

## 伝記史料

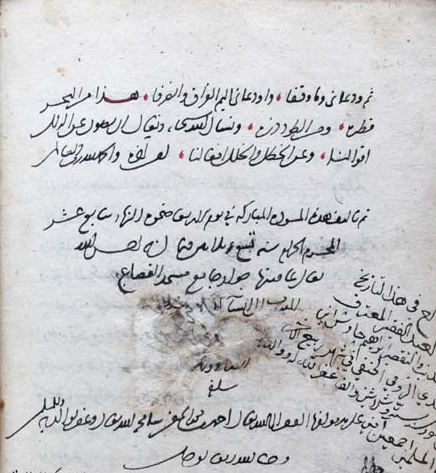
アフマド・イブン・アラブシャーによるティムールの伝記

ティムールの存命中、彼の伝記を編纂する計画が一度持ち上がったが、その大仰かつ過剰な記述と表現を嫌ったティムールによって却下された。
1424年頃にヤズド出身のサラーフッディーン・アリー・ヤズディーが著したペルシア語の年代記『勝利の書（ザファル・ナーマ）』は、ティムールと孫のハリール・スルタンの事績を記している。ティムールの事績が誇張されている箇所も存在するが、宮廷資料を使って具体的な事実を記録している点で他の伝記より優れていると考えられている。16世紀初頭にシャイバーニー朝の君主クチュクンジ・ハン（在位：1510年 - 1531年）の命令によって『ザファル・ナーマ』はチャガタイ語に訳され、さらに諸言語に訳された。
また、15世紀初頭にはヤズディーの『勝利の書』と同名の年代記がニザーム・アッディーン・シャーミーによって編纂されている。シャーミーの『勝利の書』は1402年から1404年の間にティムールの命令によって編纂が開始された史書であり、ティムールの考えが反映されている信頼性を評価されている。しかし、以前に別の伝記が大言壮語を含む記述によって却下された経緯により、記述は簡素で情報量はやや少ないものとなった。
ダマスカス出身のアフマド・イブン・アラブシャーは12歳のときにサマルカンドに連行され、ティムールが亡くなるまで2年の間を彼と生活を共にした。アラブシャーは後年ティムールの伝記を記し、その記述は彼の才能を認めながらも、また憎しみも含んでいた。
時代は下り、1627年にムガル帝国のシャー・ジャハーンに、ティムール自身が41歳までの前半生を記した自伝『ティムール法典』（Tuzk-e-Taimuri、"Memoirs of Temur"）が献呈された。1610年にオスマン帝国のイエメン総督ジャアファル・パシャの図書館で発見されたもので、アブーターリフ・アル・フサイニーがチャガタイ語からペルシア語に訳した。『ティムール法典』は英語、フランス語、ロシア語など多くの言語に翻訳されたが、チャガタイ語の原本は確認されておらずティムール朝の記録でも自伝の存在は確認できない。実際にティムールが編纂に携わったか否かについては議論が分かれているが、後世に書かれた偽書と仮定しても、ムガル帝国時代の事情が反映されている史書としての価値を評価されている。

## ヨーロッパ人が見たティムール

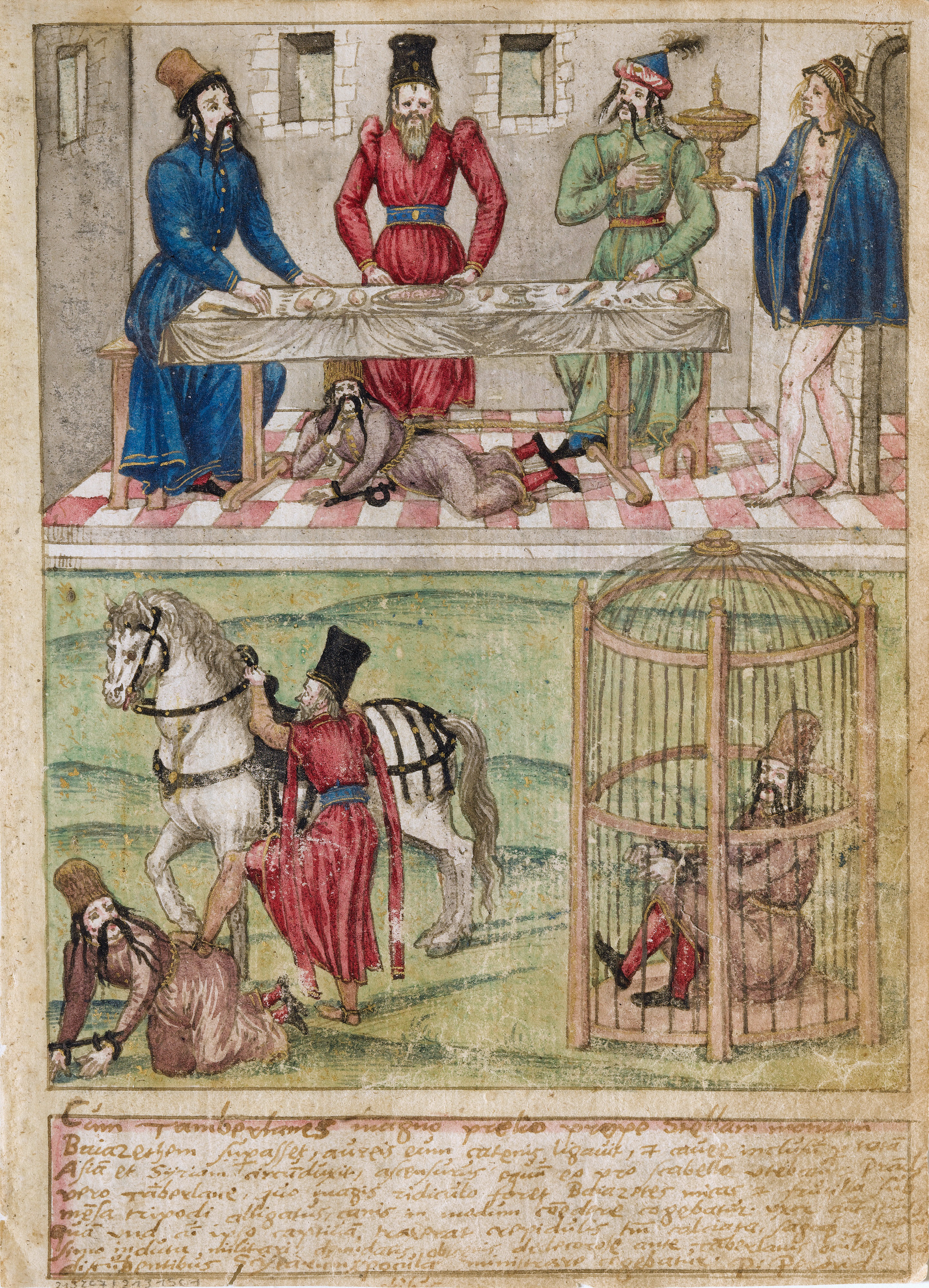
1561年より前にヨーロッパで描かれた画。ヨーロッパの歴史家はティムールが捕虜にしたバヤズィト1世を馬に乗る踏み台にし、鳥籠のような檻に入れて連れ回したという、オスマン帝国への敵意に満ちた虚構を事実として記した。この場面はマーロウの『タンバレイン大王』でも再現されている。

ティムールはルネサンスから近代にかけてのヨーロッパ世界に強烈な印象を与えた。15世紀のヨーロッパの人々はティムールの事績に魅了され、また恐れを抱いた。
15世紀のヨーロッパには、ティムールの急速な勢力の拡大と各地での残虐行為に対して不安を抱いた人間と、ティムールをヨーロッパ世界の同盟者として歓迎する人間が混在していた。アンカラの戦いでティムールがバヤズィト1世を破った時、彼がオスマン帝国の手からキリスト教徒を守るために戦ったと思って称賛の言葉を送る者もおり、フランス王シャルル6世やイングランド王ヘンリー4世は彼を同盟者と見なしていた。オスマン帝国の勢力が減衰したためにキリスト教国の商人が中東での商業活動を続けることができ、ティムール軍が商人の帰国を支援したため、シャルル6世とヘンリー4世はよりティムールに信頼感を抱いた。キリスト教徒の中には、ティムールが中東での巡礼の安全を確保するために戦ったと考えた者もいた。
一方で、ティムールをヨーロッパ文明とキリスト教の両方を破壊する蛮族と見る国もあった。ティムールの台頭に対して、カスティーリャ王エンリケ3世のように個人的に使者を送り、情報の収集と同盟の締結を図った君主もいた。また、戦争を回避するためにティムールのキリスト教への改宗が試みられたこともあった。
16世紀末のイギリスの作家クリストファー・マーロウは、1587年にティムールの生涯を題材とした戯曲『タンバレイン大王』を発表した。この戯曲でマーロウは、ティムールを既成の価値観を打破する英雄として描き上げている。16世紀のヨーロッパで書かれた物語性の強い歴史書が戯曲の下敷きとなっているため、タンバレイン大王と史実のティムールの生涯には大きな相違がある。

## 禁断の棺

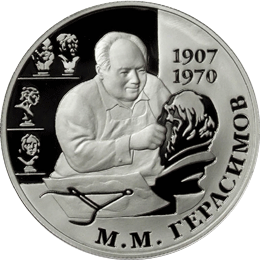
ミハイル・ゲラシモフがレイアウトされたソ連のコイン

1941年にソビエト連邦のミハイル・ゲラシモフらの調査隊によってグーリ・アミール廟のティムールの遺体の調査が行われた。
ティムールの棺には「私が死の眠りから起きた時、世界は恐怖に見舞われるだろう」という言葉が刻まれていたが、棺の蓋は開けられて調査が実施された。さらにゲラシモフは棺の内側に文章を発見し、解読した結果「墓を暴いた者は、私よりも恐ろしい侵略者を解き放つ」という言葉が現れた。
調査から2日後、ナチス・ドイツがバルバロッサ作戦を開始し、ソ連に侵入した。当たり前の話だがバルバロッサ作戦の準備は、発掘のはるか以前から始まっている。
それでも粛清を恐れ、何が書いてあったのかはヨシフ・スターリンに秘匿された。
1942年11月のスターリングラード攻防戦でのソ連軍の反撃の直前に、ティムールの遺体はイスラム教式の丁重な葬礼で再埋葬された。

## ウズベキスタン共和国におけるティムールの評価

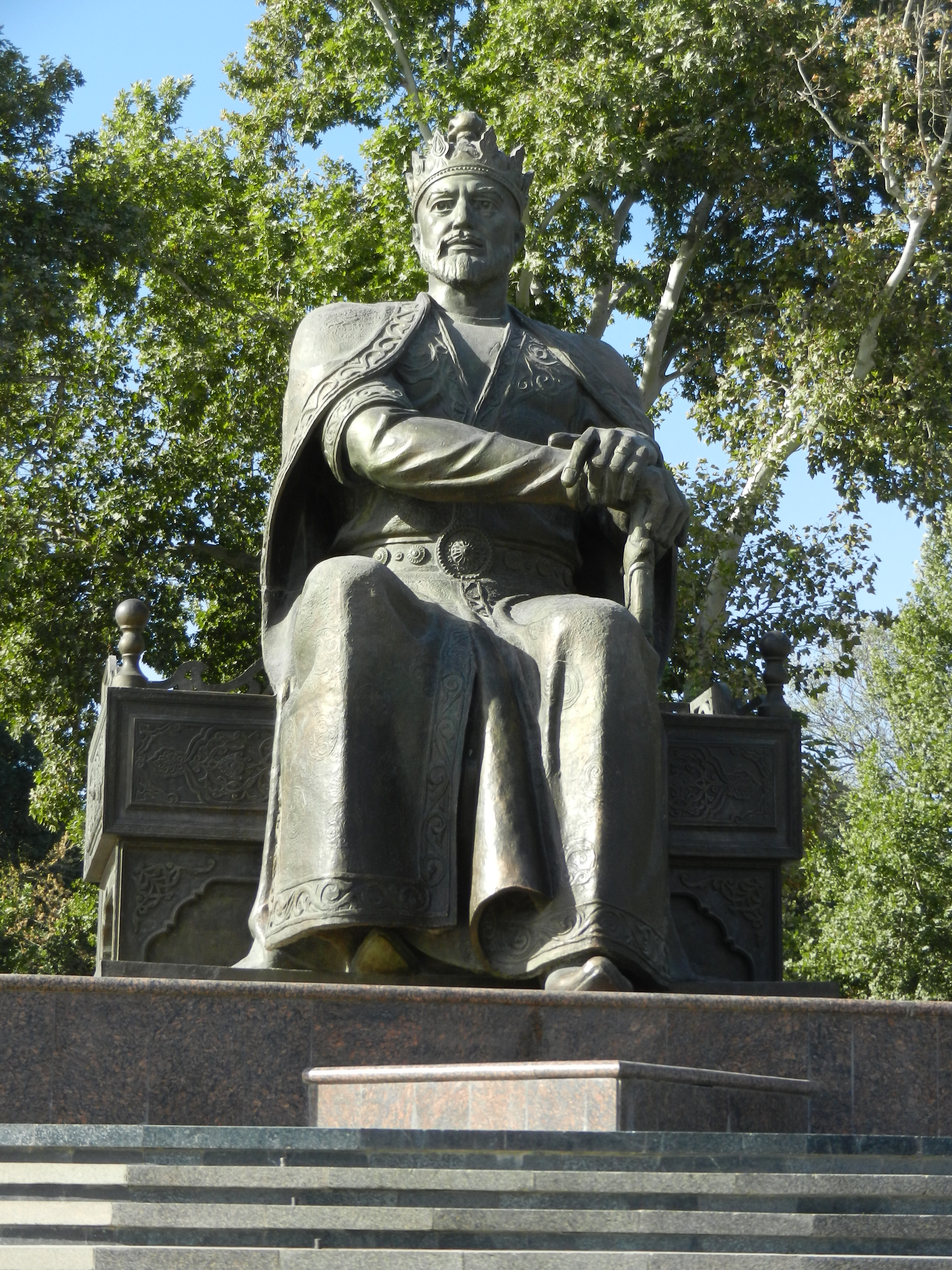
ウズベキスタン共和国 サマルカンドのティムール像

ロシア革命期にティムールはトルキスタンのナショナリズムを象徴する英雄に祭り上げられたが、スターリン時代にティムールの理想化は禁止され、「抑圧者」「破壊者」としてのイメージが強調される。ティムールとチャガタイ語をシンボルとしてトルキスタンの歴史・文化的一体性を主張した知識人は、「汎トルコ主義者」「民族主義者」の烙印を押されて弾圧された。サマルカンド2500年祭が開かれた1968年、歴史家のイブラヒム・ムミノフは記念事業として『中央アジアの歴史におけるアミール・ティムールの役割と位置』を刊行するが、それまで勤めていた研究職を解任される。その理由として、衆目を集める行事の中で、ウズベク人であるムミノフがウズベク・ナショナリズムの英雄とみなされる要素のある人物を称賛したことが挙げられている。ソ連史学界では、ティムールとティムール朝に対して概して否定的な評価が下されていた。その後、1991年のソ連崩壊によってウズベキスタン共和国が独立した後、ティムールは民族と国家を象徴する英雄として復権を果たし、1993年に首都タシュケントのアミール・ティムール広場に置かれていたマルクス像に代えてティムール像が設置される。1996年には生誕660周年を記念してユネスコの協賛で大規模な祝典が開かれ、タシュケント、サマルカンド、シャフリサブスで式典が開かれた。同年にアミール・ティムール博物館が開館し、グーリ・アミール廟やビービー・ハーヌムなどのティムールにまつわるサマルカンドの歴史的建造物が修復された。現在、ウズベキスタンで発行されている500スム紙幣の裏面にはティムールの騎馬像が描かれている。また、ティムールはウズベキスタンの伝統的な格闘技であるクラッシュの保護者と見なされている。
しかし、16世紀初頭にティムール朝を滅ぼしたシャイバーニー朝は「ウズベク」を自称する遊牧民族の国家であり、「ウズベク人」の区分と「名称の由来」を直結させると、ティムール朝を滅ぼした集団の名前を冠する民族がティムールを称賛する矛盾が生じている。ティムールを「現在のウズベキスタンで生まれ育ち、サマルカンドを首都として大国を建設した」ウズベク人とみなす観点は、旧ソ連の史観から継続する観点である。

## 家族

### 父母
- 父：アミール・タラガイ
- 母：タキナ・ハトゥン
- 義母：カダク・ハトゥン - 1389年没[271]

### 后妃
- ウルジェイ・タルカン・アーガー - アミール・フサインの妹
- サライ・ムルク・ハーヌム - アミール・フサインの妻。第一夫人[272]。カザンの娘。
- トゥルミシュ・アーガー - ガンチ部族の出身。ジャハーンギール、エケ・ベギの母。正室の中で唯一男子をもうけた[273]。
- ウルス・アーガー - アミール・フサインの妻。スルドゥズ部の指導者バヤンの娘[68]。
- イスラーム・アーガー - アミール・フサインの妻。ヤサウリー部族の指導者ヒズルの娘[68]。
- ディルシャード・アーガー - カマルッディーン[274]、もしくはカマルッディーンの兄シャムスッディーンの娘[275]。1375年のモグーリスタン遠征の後に妻に加えられた。
- トゥメン・アーガー - タイチウト部族の貴族ムーサーの娘でサライ・ムルクの従姉妹にあたる[276]。1378年に結婚。兄弟のムハンマド・ベグはティムールの娘エケ・ベギを妻に迎えた。
- テュケル（トゥカル）・ハーヌム - ヒズル・ホージャの娘。第二夫人[128]。
- トゥグデイ・ベグ - スーフィー朝の君主アク・スーフィーの娘。ジョチ・ウルスのウズベク・ハンの子孫[277]。
- ダウラト・タルカン・アーガー
- ブルタン・アーガー
- スルターン・アーガー - ドゥグラト部の貴族バラート・ホージャの娘[278]
- ジャニベグ・アーガー
- ムンドゥズ・アーガー
- チュルパン・マリク・アーガー
- バフト・スルターン・アーガー
- スルターン・アラ・アーガー
- ヌクズ
- ヌールーズ・アーガー
- タガイ（タギ）・テルケン・アーガー・カラキタイ - アミール・フサインの妻。カラキタイ部族出身。シャー・ルフの生母。

他にティムールの元には26人の側室がいた。

### 王子
- ジャハーンギール
- ウマル・シャイフ
- ミーラーン・シャー
- シャー・ルフ

### 王女
- エケ・ベギ（タガイシャー） - トゥルミシュの娘。チンギス家の血を引くタイチウト部族の貴族ムハンマド・ベグと結婚[279]。
- スルタン・バフト・アーガー - ウルジェイの娘。バルラス部の貴族ムハンマド・ミールケの妻[280]
- サアダト・スルタン
- クトルグ・スルタン・アーガー

## ティムールの印章

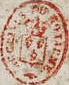
ティムールの印章

上に載せてあるのは、ペルシャ語で書かれたフランス王シャルル6世への手紙からのティムールの印章。オリジナルバージョンとしては最もよく知られている。